# 香港公園
香港公園（英語：Hong Kong Park）是香港的一個大型公園，耗資3億9,800萬港元興建，佔地8公頃，位於香港島中西區金鐘至中半山一帶，是香港旅遊景點之一。

## 歷史
香港公園位於前域多利兵房的上半部。在1979年，香港政府決定將域多利兵房的下半部用作商業用途及興建政府樓宇，其他部份發展為公園，獲得英皇御准香港賽馬會資助部分興建費用，交由王董建築師事務所設計。公園斥資3.9億港元興建，並於1991年5月23日由時任香港總督衛奕信爵士主持揭幕儀式。
2002年1月4日，中西區區議會將區議會文件、活動照片、區內學校刊物及區議員親撰文章等放入時間囊，在香港公園埋下。
2012年12月22日，時間囊出土，一批共126件具歷史價值的資料重見天日。除此之外，中西區區議會亦將新的物品放入時間囊，再埋入地下。

## 地理環境
香港公園座落法院道、紅棉路及堅尼地道之間的山坡，地勢相當陡峭，原有的樹木在興建公園時，大部分被保留，部分更列入「古樹名木」名冊，由私人、公司或團體贊助，獲得特殊照顧保育。公園有多個入口，連接法院道、紅棉路、山頂纜車花園道總站及堅尼地道。法院道的入口鄰近香港高等法院及英國駐港總領事館，有扶手電梯連接太古廣場及港鐵金鐘站。

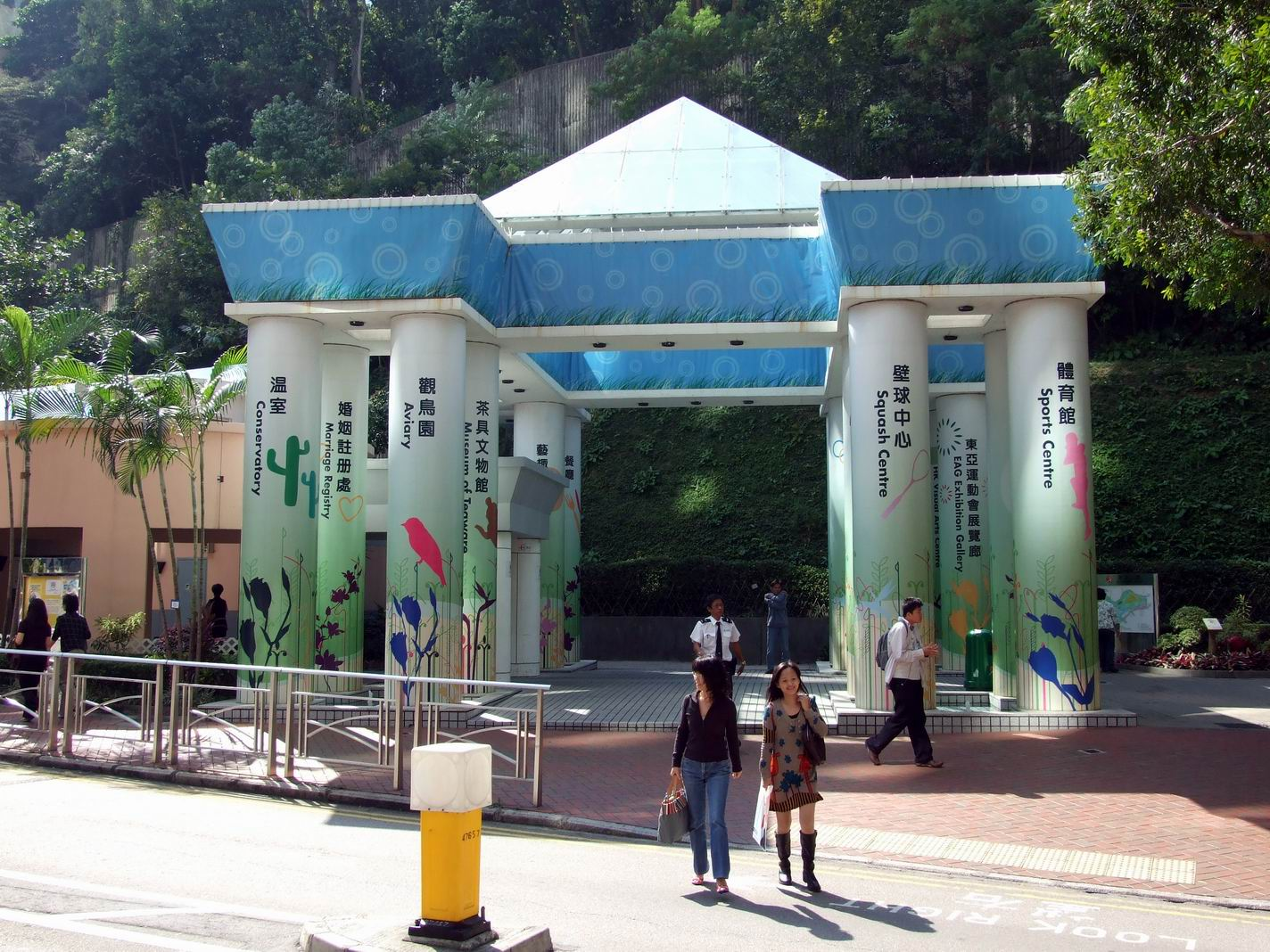
金鐘法院道入口
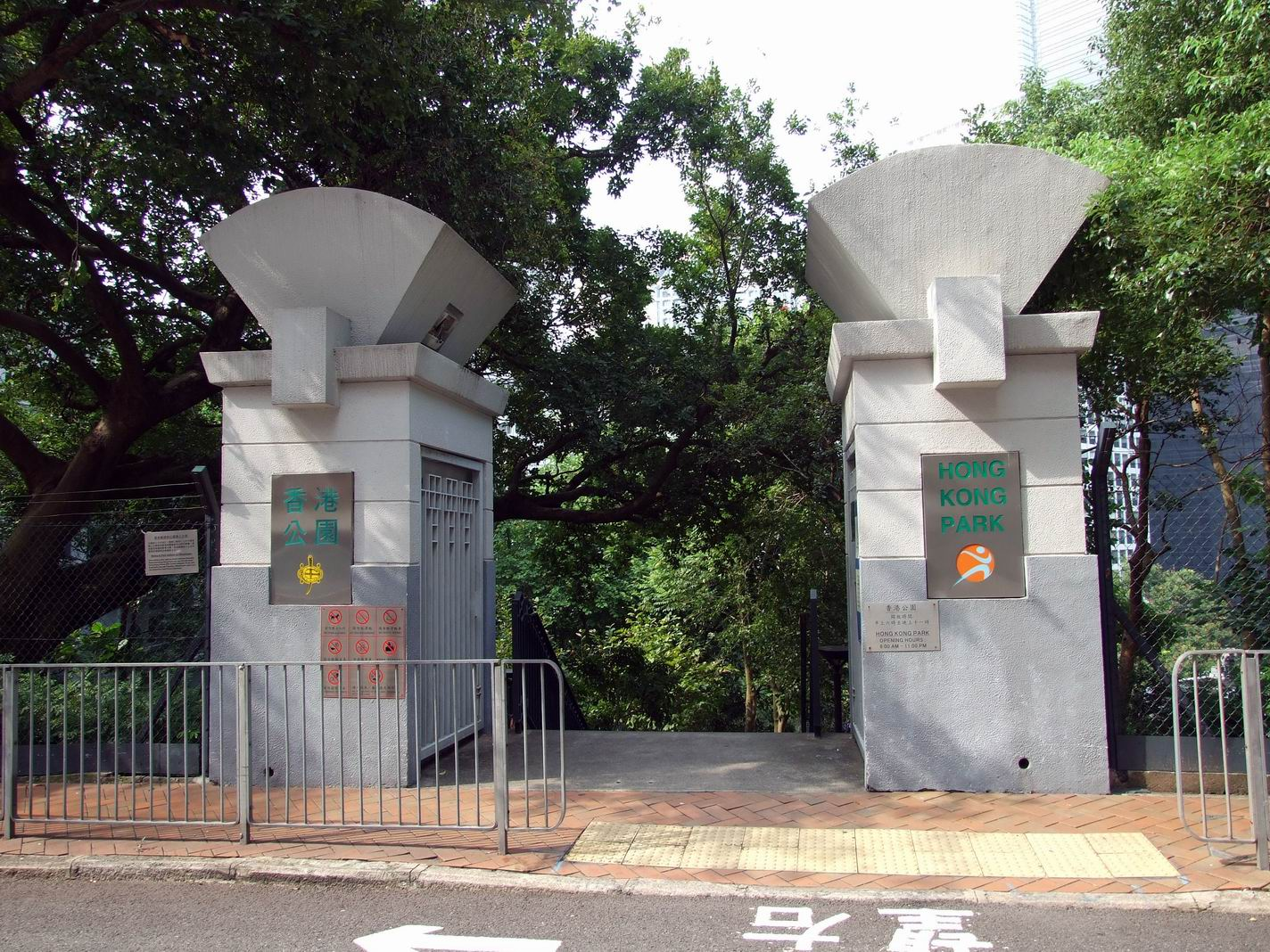
堅尼地道入口
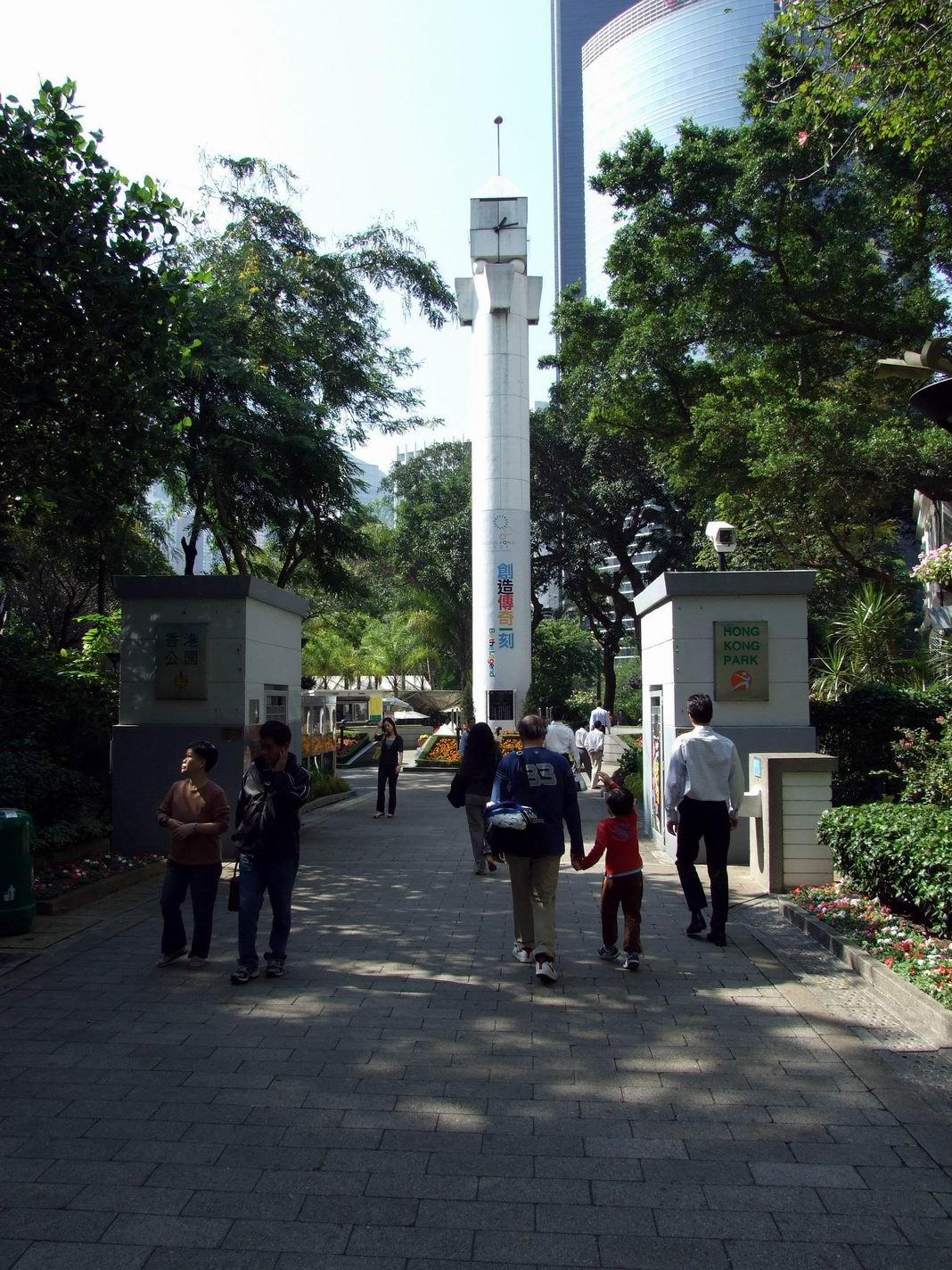
香港公園鐘樓
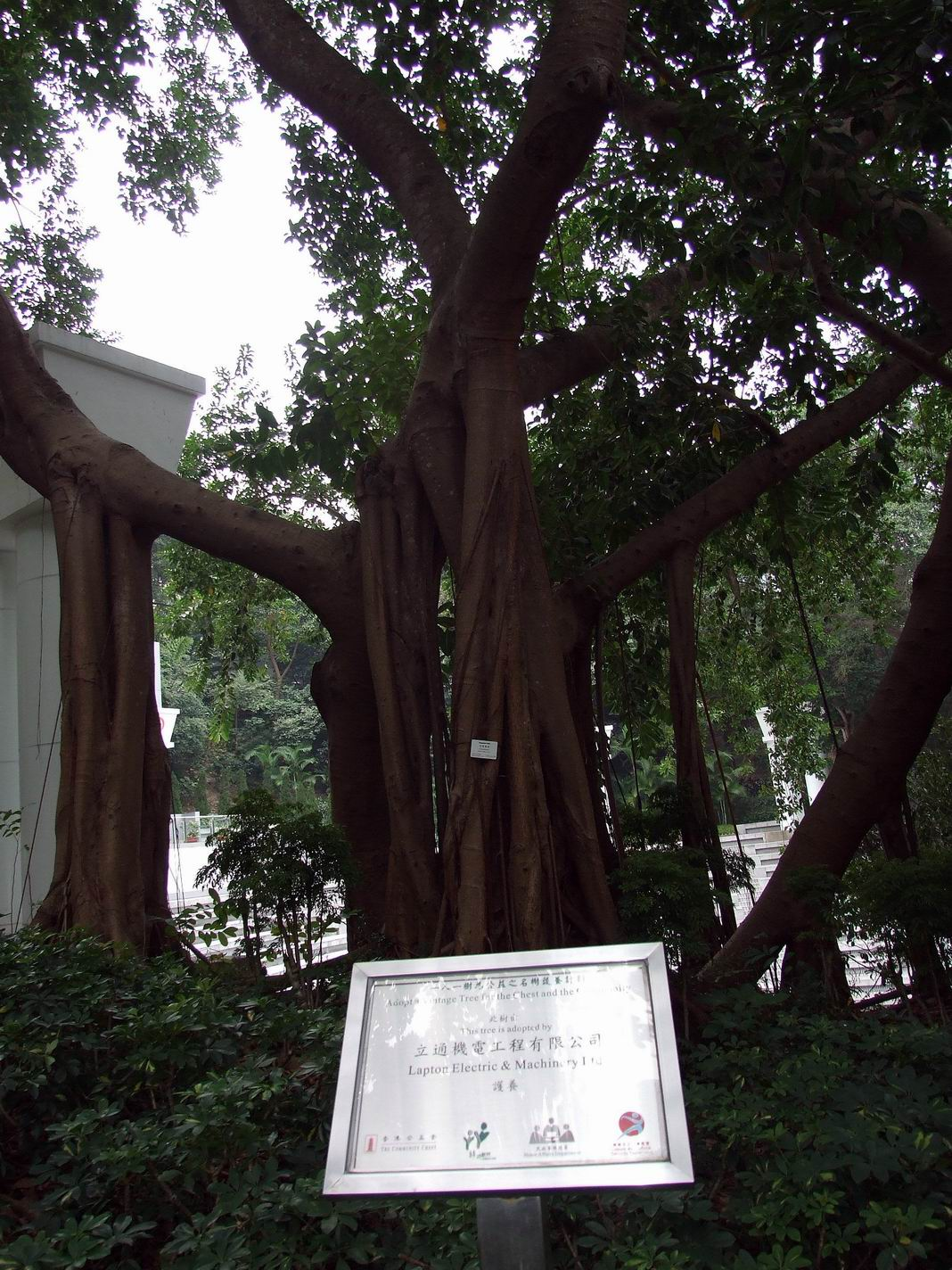
印度橡樹編號 CW/109

## 氣候
| 香港公園 (2008-2025) | 香港公園 (2008-2025) | 香港公園 (2008-2025) | 香港公園 (2008-2025) | 香港公園 (2008-2025) | 香港公園 (2008-2025) | 香港公園 (2008-2025) | 香港公園 (2008-2025) | 香港公園 (2008-2025) | 香港公園 (2008-2025) | 香港公園 (2008-2025) | 香港公園 (2008-2025) | 香港公園 (2008-2025) | 香港公園 (2008-2025) |
| 月份                 | 1月                  | 2月                  | 3月                  | 4月                  | 5月                  | 6月                  | 7月                  | 8月                  | 9月                  | 10月                 | 11月                 | 12月                 | 全年                 |
| -------------------- | -------------------- | -------------------- | -------------------- | -------------------- | -------------------- | -------------------- | -------------------- | -------------------- | -------------------- | -------------------- | -------------------- | -------------------- | -------------------- |
| 历史最高温 °C（°F）  | 28.4 (83.1)          | 27.9 (82.2)          | 30.9 (87.6)          | 32.3 (90.1)          | 35.8 (96.4)          | 34.8 (94.6)          | 36.0 (96.8)          | 36.1 (97.0)          | 35.8 (96.4)          | 34.5 (94.1)          | 32.0 (89.6)          | 29.5 (85.1)          | 36.1 (97.0)          |
| 平均高温 °C（°F）    | 19.6 (67.3)          | 20.3 (68.5)          | 22.7 (72.9)          | 25.7 (78.3)          | 28.8 (83.8)          | 30.8 (87.4)          | 31.8 (89.2)          | 31.7 (89.1)          | 31.1 (88.0)          | 28.5 (83.3)          | 25.3 (77.5)          | 21.1 (70.0)          | 26.6 (79.9)          |
| 日均气温 °C（°F）    | 16.6 (61.9)          | 17.2 (63.0)          | 19.8 (67.6)          | 23.0 (73.4)          | 26.2 (79.2)          | 28.2 (82.8)          | 28.8 (83.8)          | 28.7 (83.7)          | 28.0 (82.4)          | 25.7 (78.3)          | 22.2 (72.0)          | 18.0 (64.4)          | 23.4 (74.1)          |
| 平均低温 °C（°F）    | 14.3 (57.7)          | 15.1 (59.2)          | 17.8 (64.0)          | 21.0 (69.8)          | 24.3 (75.7)          | 26.1 (79.0)          | 26.6 (79.9)          | 26.3 (79.3)          | 25.8 (78.4)          | 23.6 (74.5)          | 20.3 (68.5)          | 15.7 (60.3)          | 21.4 (70.5)          |
| 历史最低温 °C（°F）  | 2.9 (37.2)           | 6.7 (44.1)           | 8.4 (47.1)           | 12.9 (55.2)          | 16.3 (61.3)          | 20.3 (68.5)          | 22.2 (72.0)          | 21.8 (71.2)          | 22.2 (72.0)          | 15.0 (59.0)          | 10.6 (51.1)          | 5.8 (42.4)           | 2.9 (37.2)           |
| 来源：香港天文台     |                      |                      |                      |                      |                      |                      |                      |                      |                      |                      |                      |                      |                      |

## 設施

### 歷史建築
- 舊三軍司令官邸，亦稱旗杆屋（Flagstaff House），是前英軍S總司令辦事處及官邸，於1984年改建為茶具文物館，再於1995年增建新翼羅桂祥茶藝館。
- 羅連信樓（Rowlinson House）：前英軍副司令官邸，於1980年代改為紅棉路婚姻登記處。
- 華福樓（Wavell Block）：已婚英軍軍官宿舍，於1991年改為觀鳥園教育中心。
- 卡素樓：已婚英軍宿舍，於1979年交回香港政府，1992年改作視覺藝術中心。

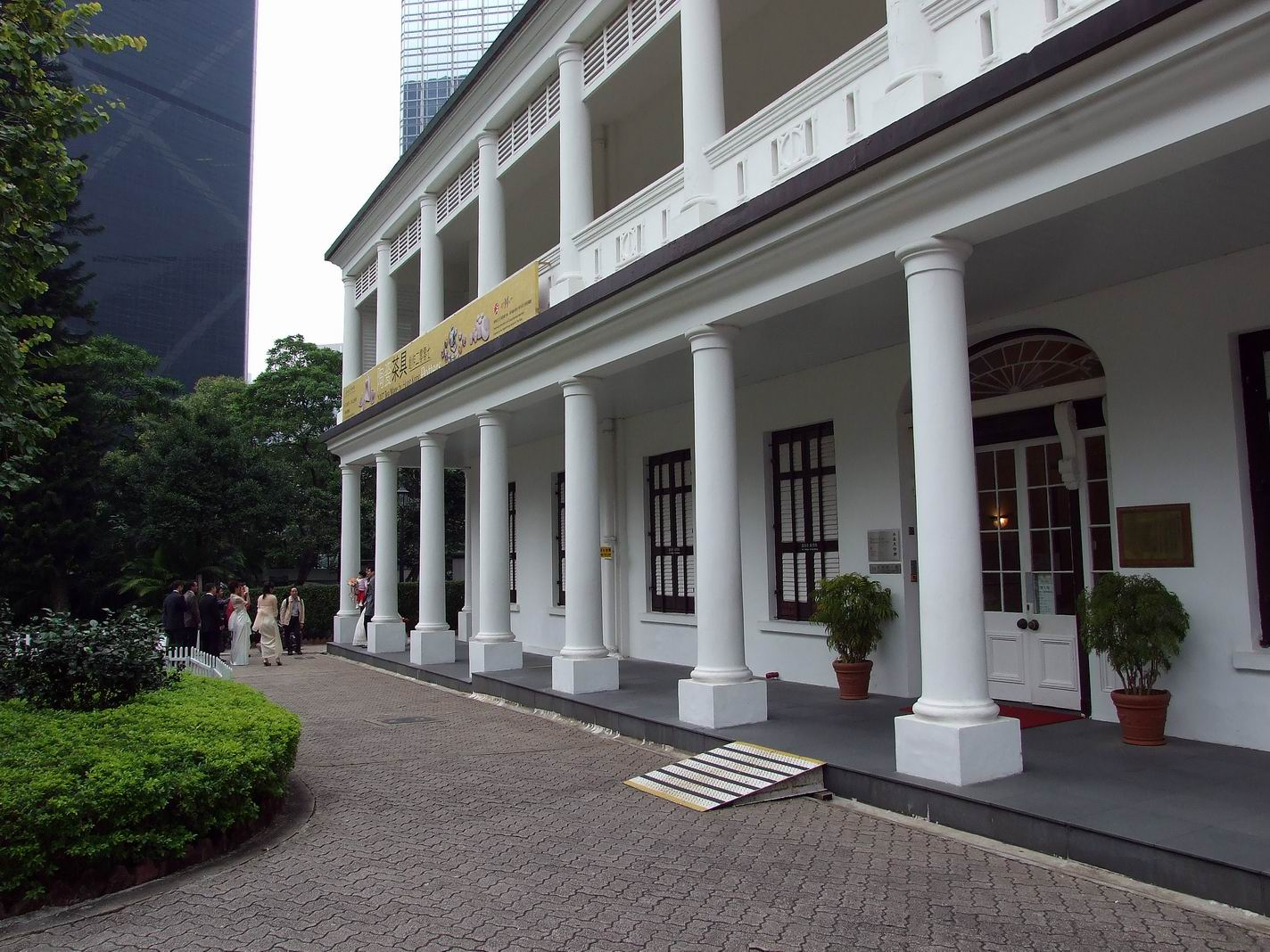
舊三軍司令官邸
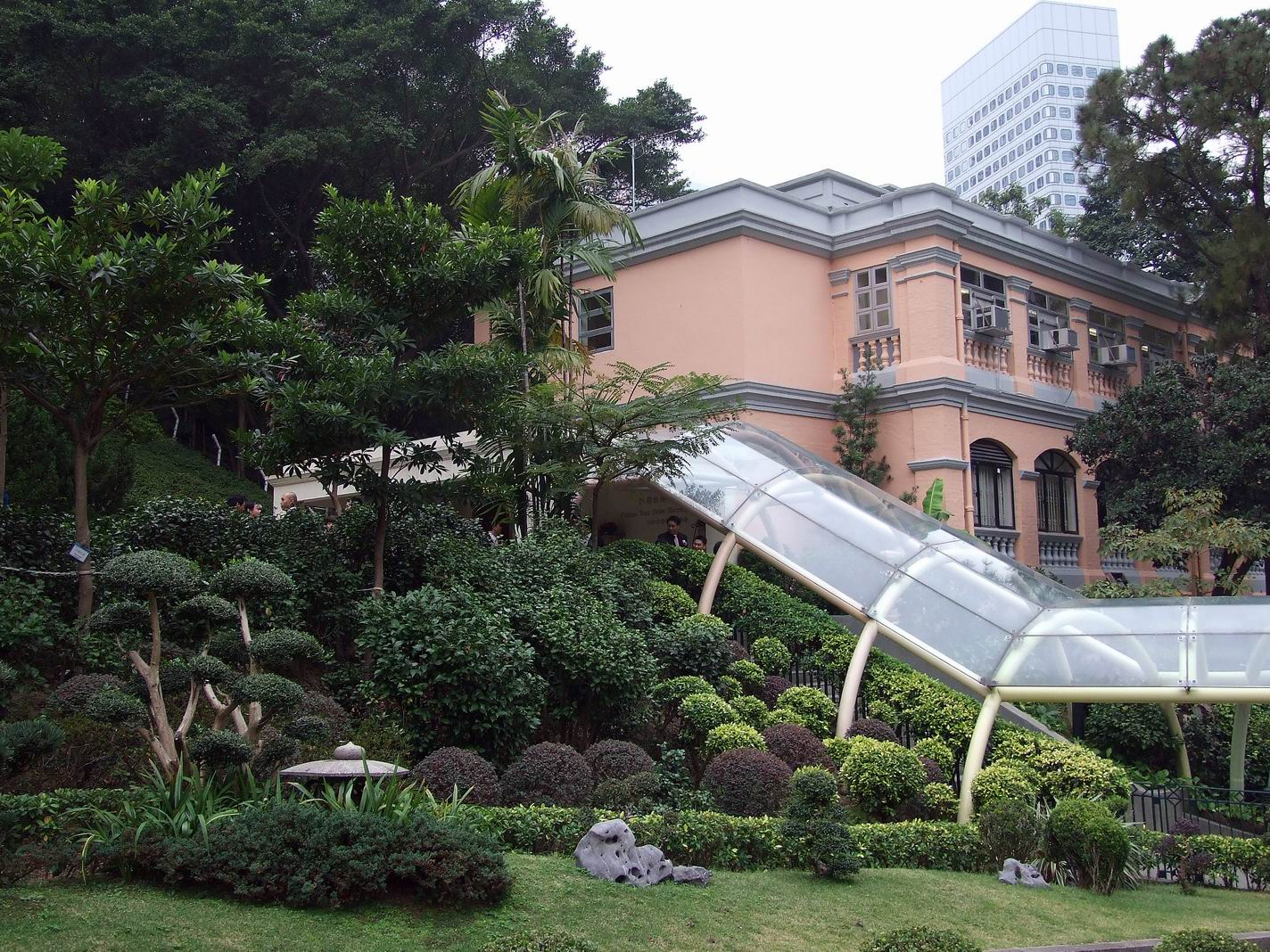
羅連信樓
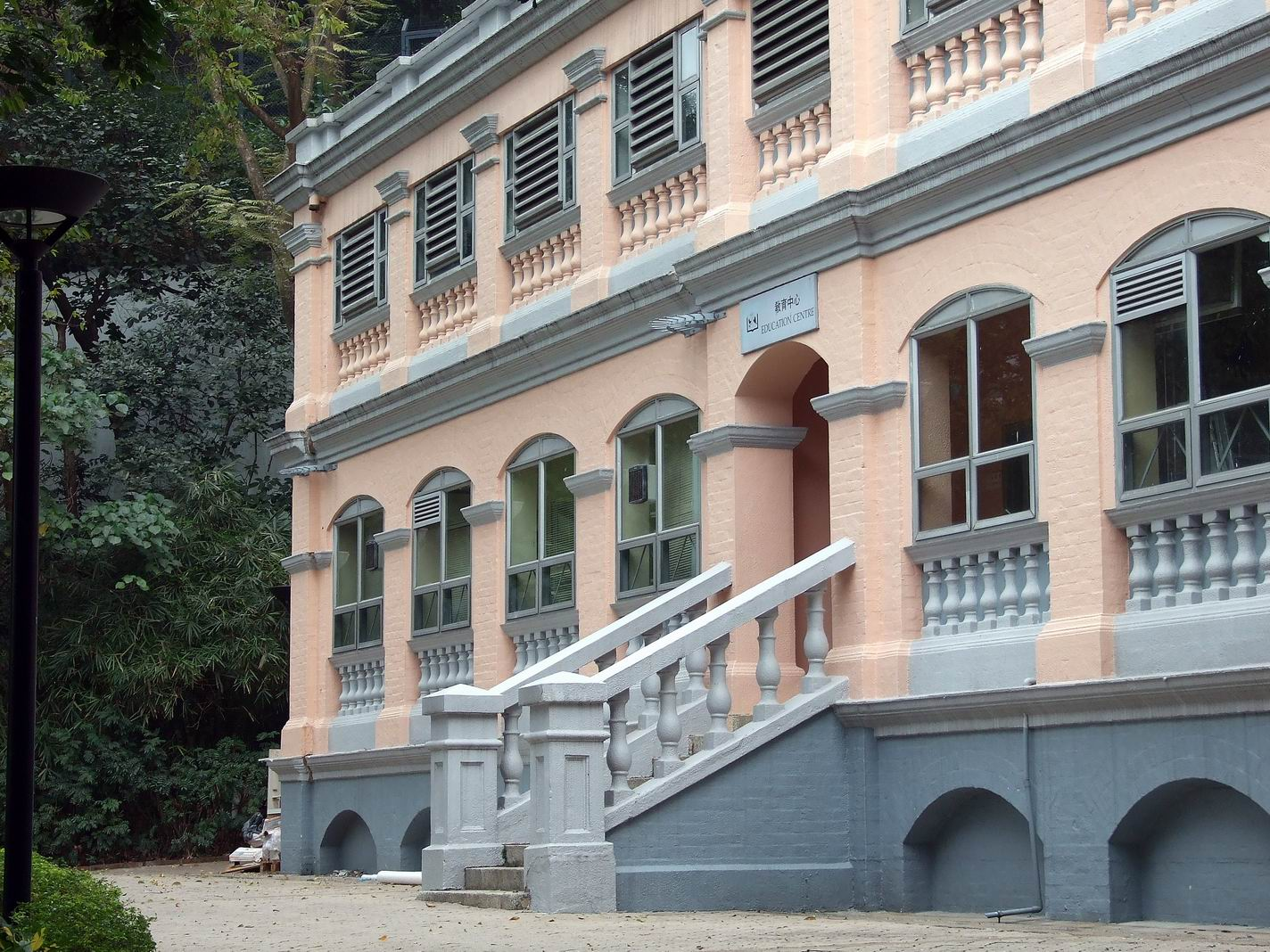
華福樓
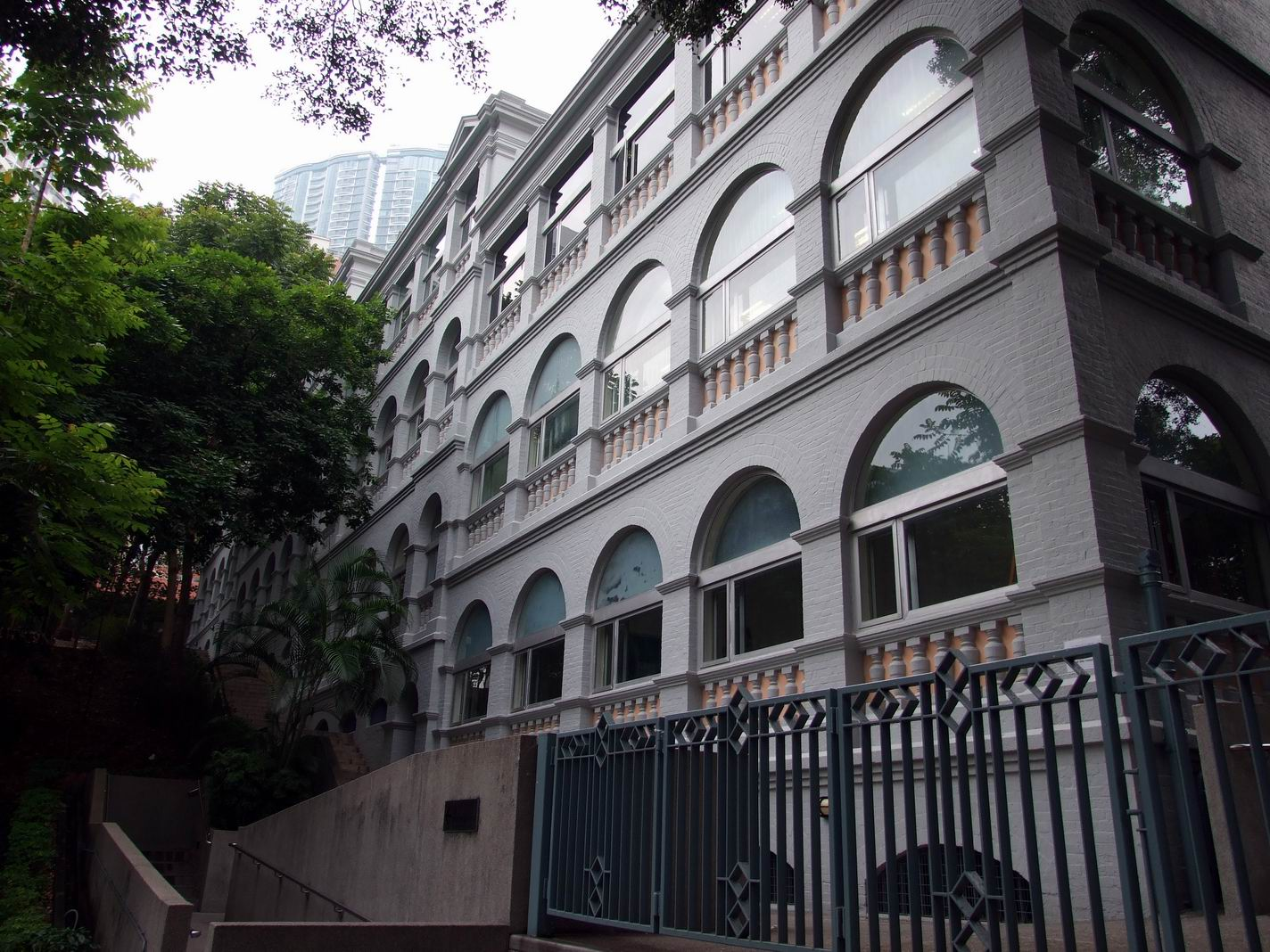
卡素樓

### 康體設施

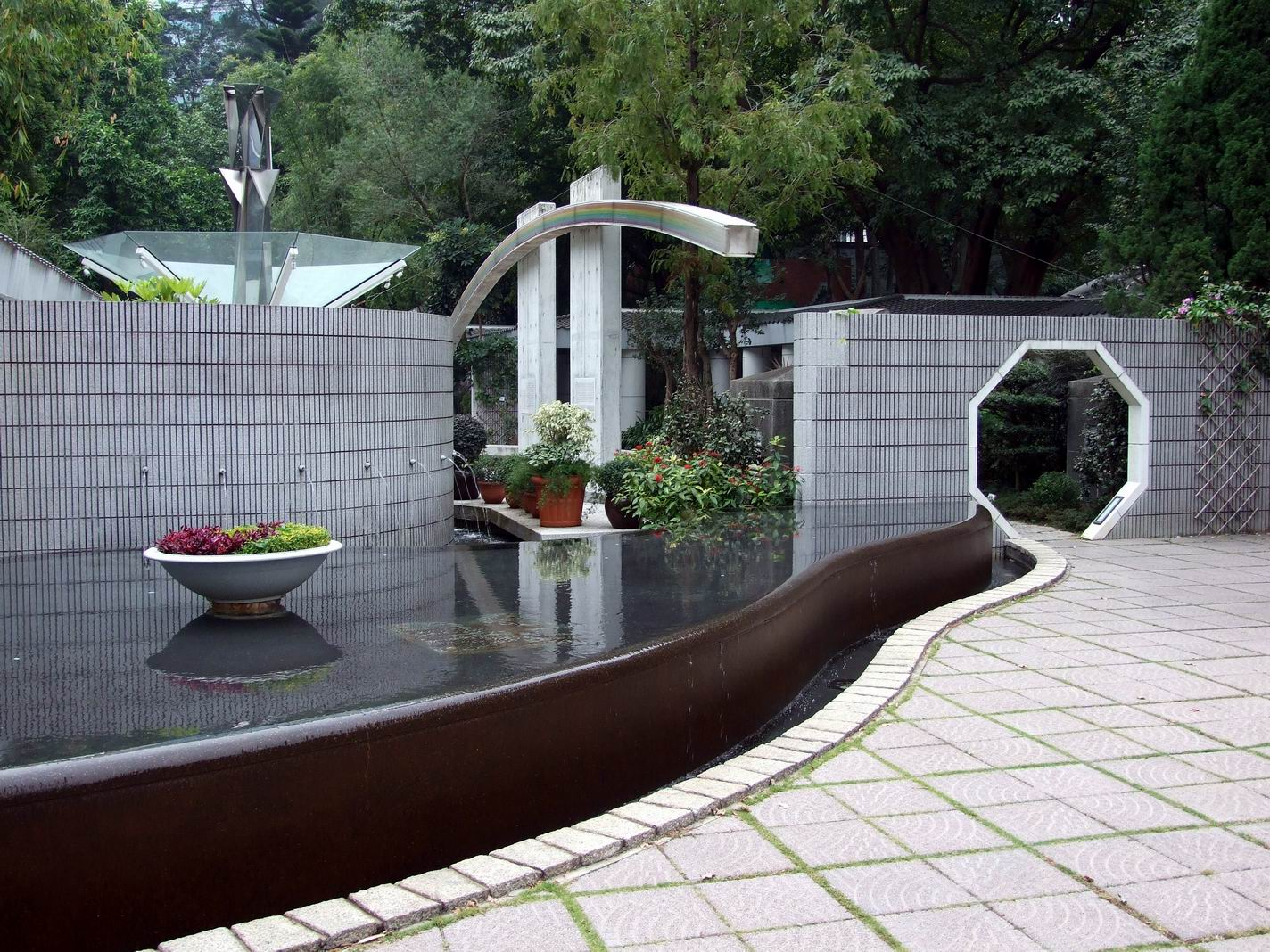
太極園

- 香港壁球中心：是全香港最大的壁球中心，有12個空調壁球場，其中1個供比賽及表演用，設三面玻璃牆及附有觀眾看台。
- 室內運動場：有一個36x36米的多用途主場，可提供作為8個羽毛球場、或2個籃球場、或2個投球場、或2個排球場，其他設施包括1間多用途活動室、3張乒乓球桌及1間健身室。
- 太極園：內有柱廊及多個供遊人耍太極的庭院。附設弘揚抗疫精神建築景觀，包括6位於2003年殉職的SARS沙士抗疫英雄的銅像。

### 動植物觀賞
- 尤德觀鳥園（Edward Youde Aviary）：以已故的尤德爵士命名，於1992年9月起開放，坐落在香港公園南面角落的一個天然山谷上，佔地3,000平方米，上蓋的最高點與山谷底部距離30米，模擬熱帶雨林環境，內設有一條木造的高架行人道，觀鳥園展示了產於馬來群島（Malesia）90個品種超過600隻雀鳥。
- 雀鳥展覽區：設有三個展覽籠作為輔助設施，2個鳥籠內飼養了長冠犀鳥（White Crested Hornbill）和雙角犀鳥（Great Pied Hornbill），而餘下一個則飼養產自馬來西亞地區的多個雀鳥品種。
- 霍士傑溫室（Forsgate Conservatory）：以已故前市政局主席霍士傑（Gerry Forsgate）命名，全東南亞最大，內有2,000多種植物。分為「展覽廳」、「旱區植物展覽館」及「熱帶植物展覽館」3個場館，「展覽廳」用作舉辦專題植物展覽；「旱區植物展覽館」最高溫度達攝氏33度，相對濕度60%，保持著炎熱乾燥，模擬沙漠環境，有仙人掌、肉質植物、澳洲本土植物和來自乾旱地區的植物；「熱帶植物展覽館」裝設自動製霧系統，在玻璃屋罩頂下面形成一層浮動水氣，透過自動加熱和冷卻系統，溫度維持在攝氏23度至33度之間，有來自南非、東南亞和美洲不同品種的鳳梨、蕨、葵、食蟲及森林賞葉植物。館內設有人造瀑布。

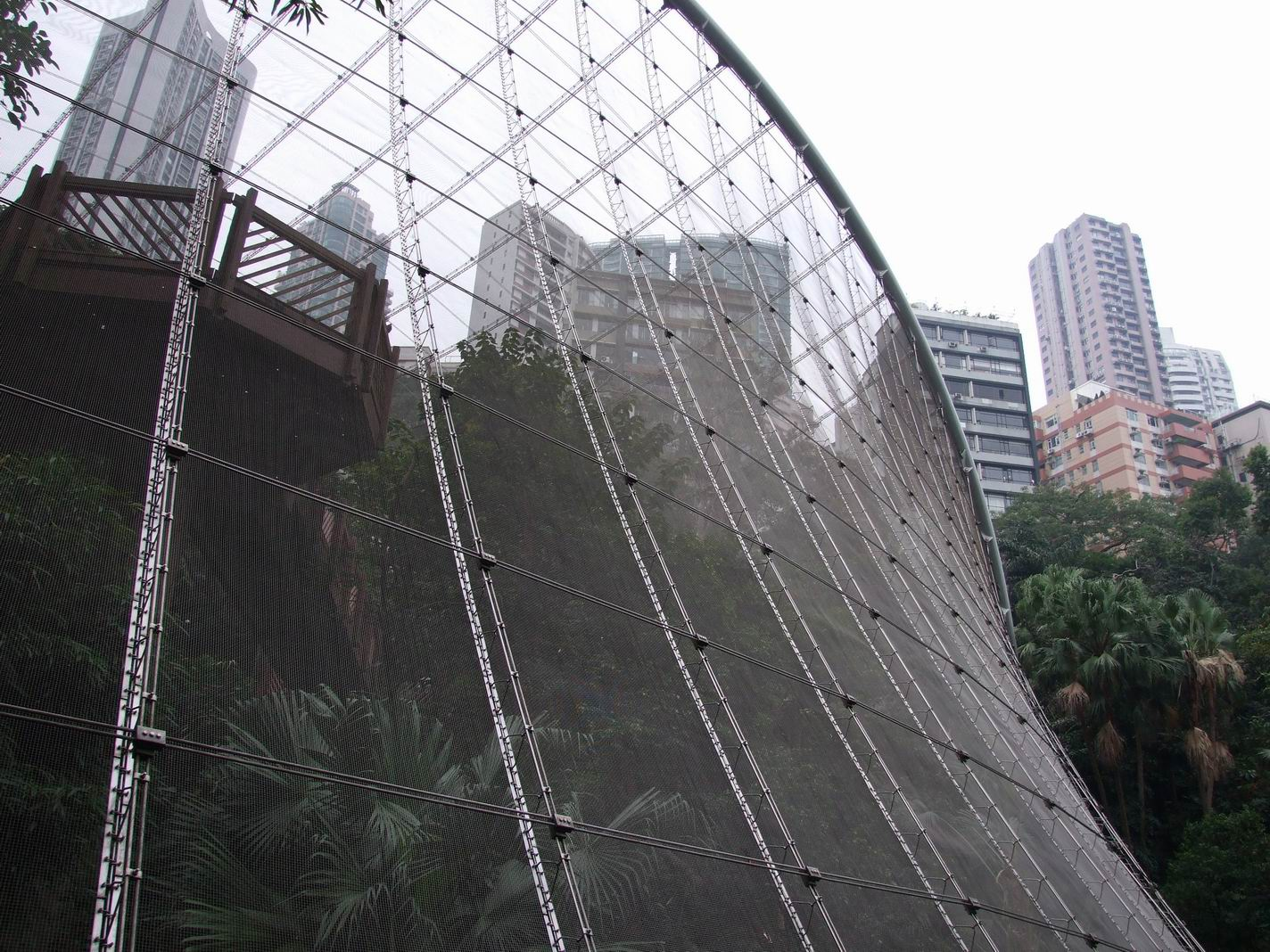
尤德觀鳥園
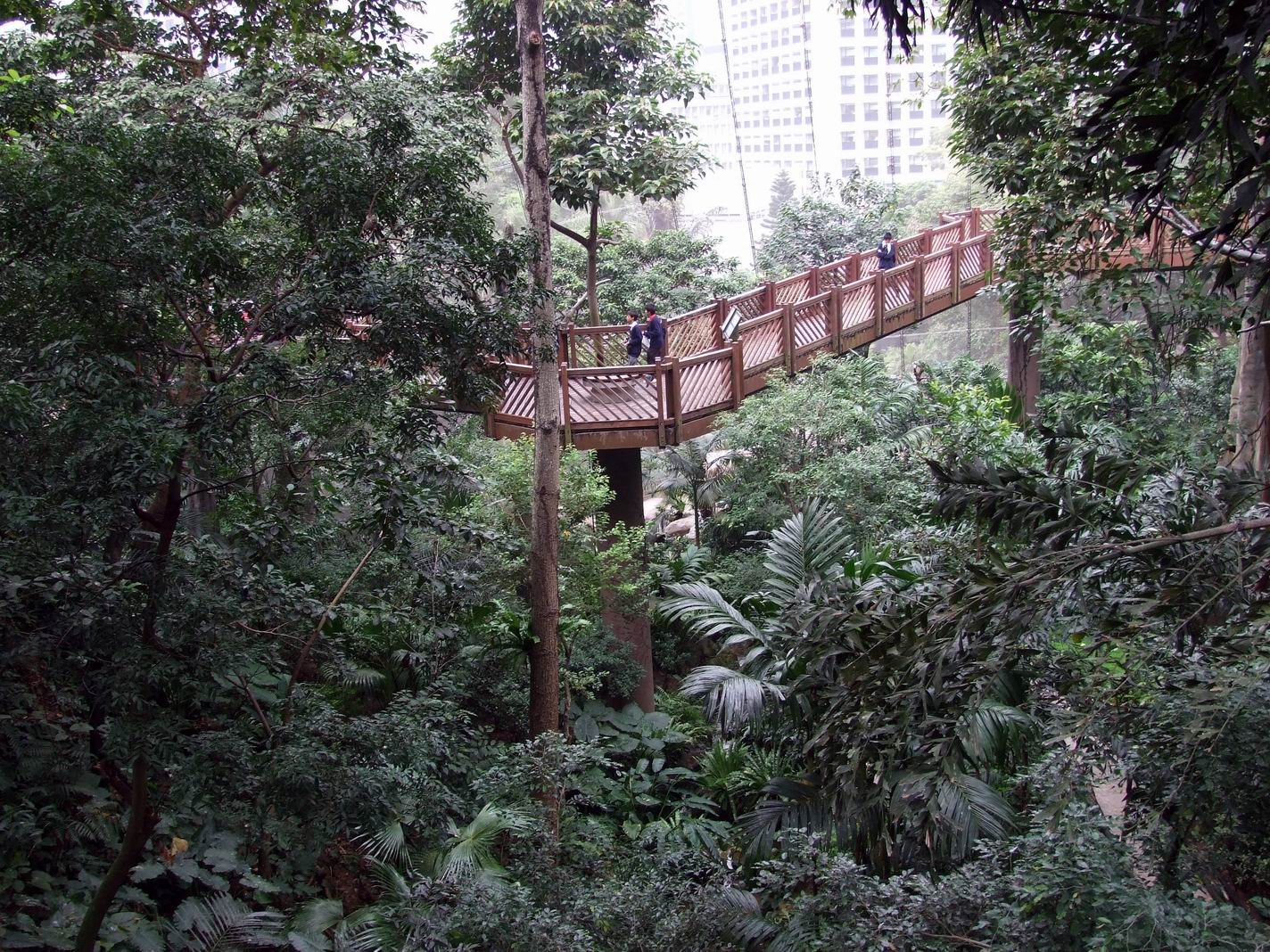
觀鳥園高架行人道
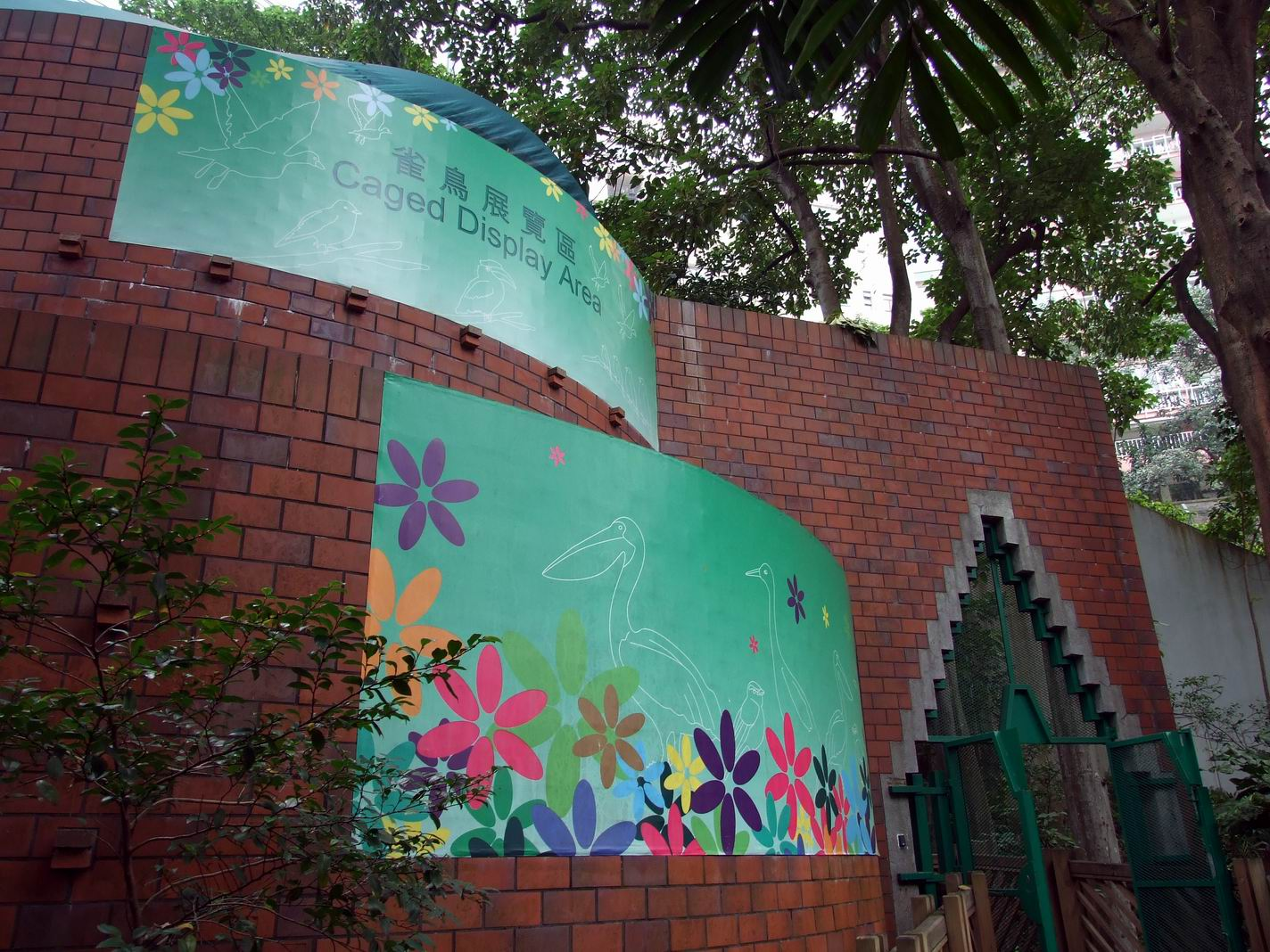
雀鳥展覽區
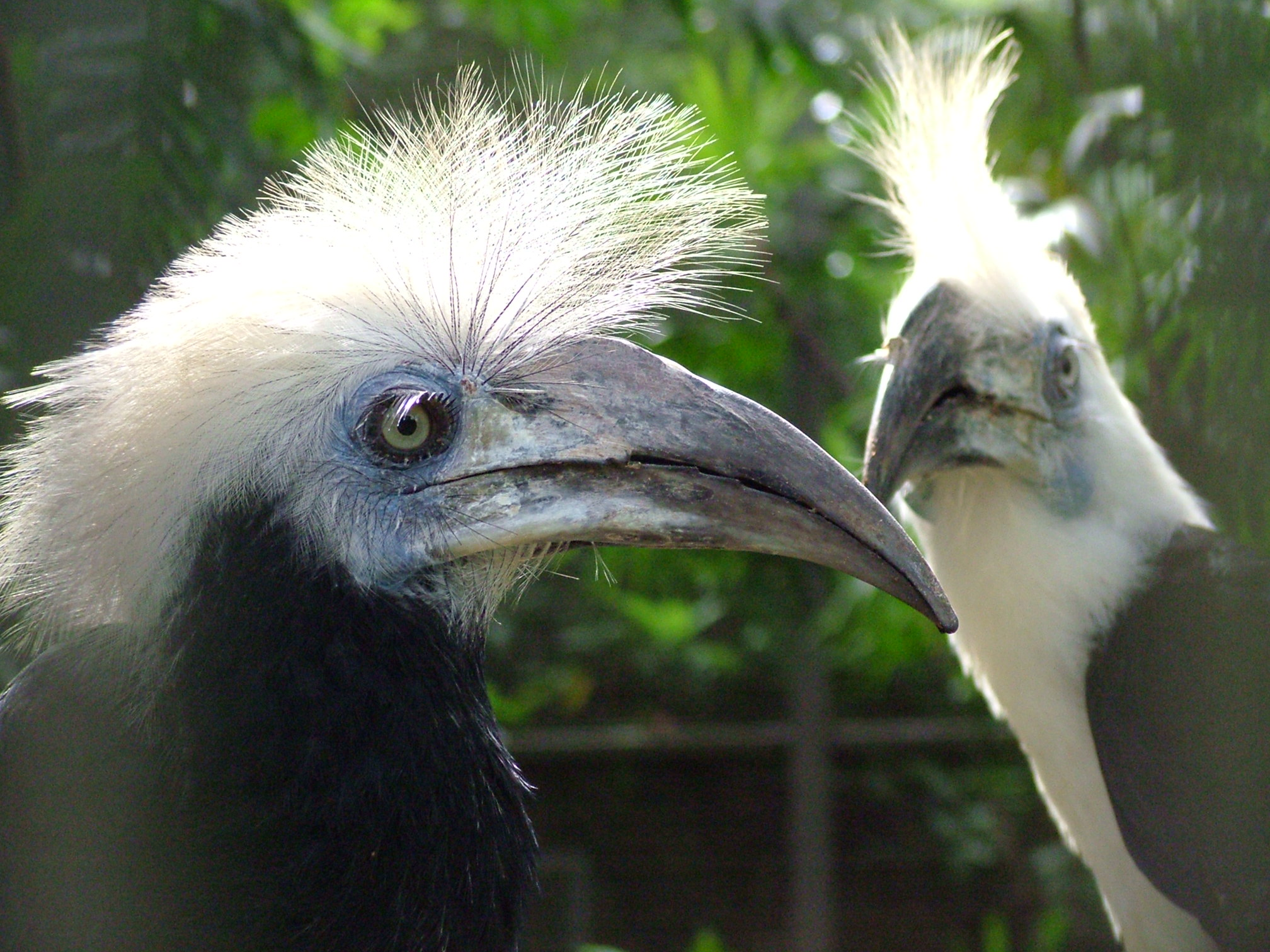
長冠犀鳥
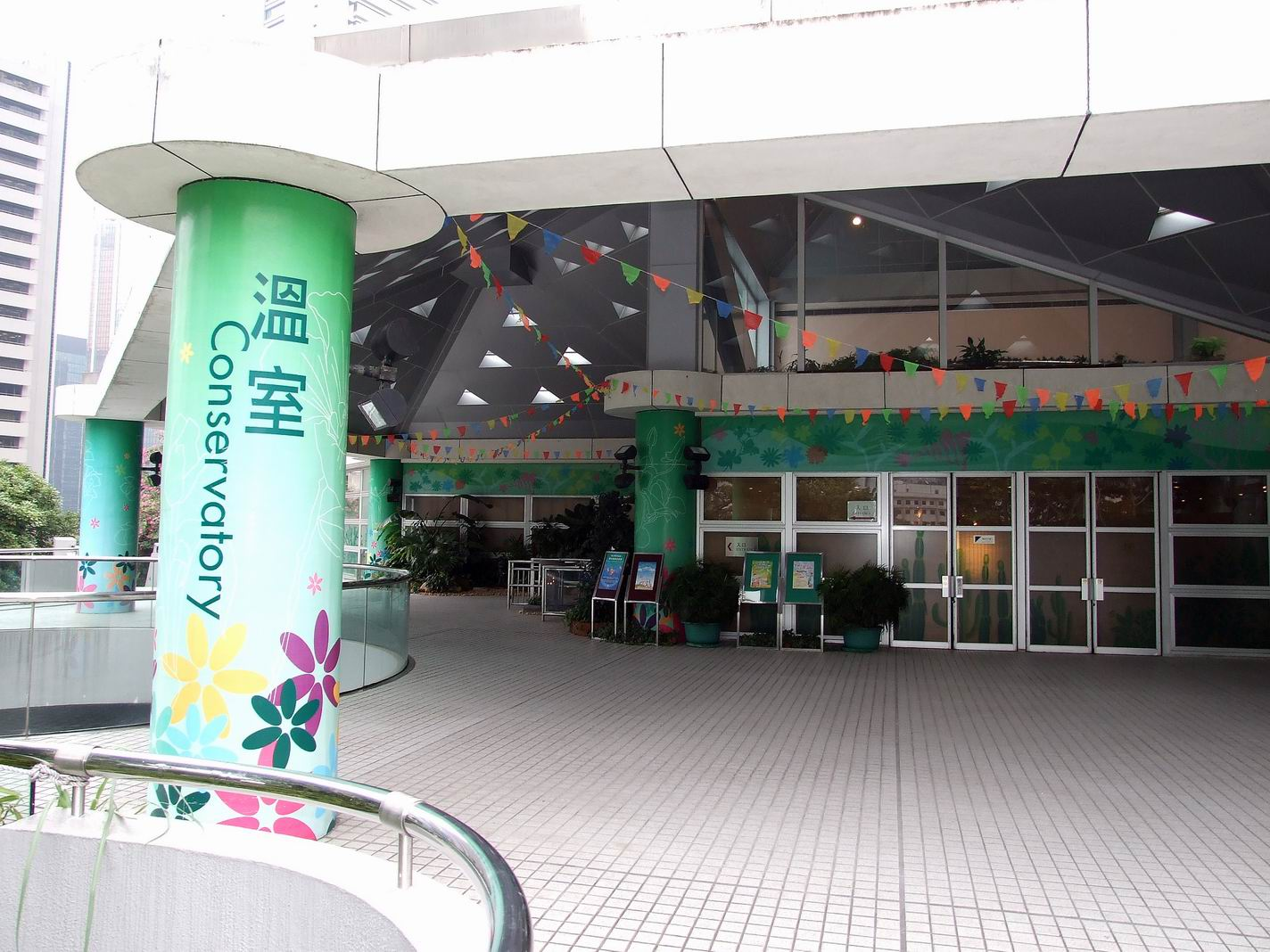
霍士傑溫室

### 休閒
- 鳥瞰角：是一座高30米的混凝土瞭望塔，有105級梯級，塔頂設有觀景台俯瞰整個公園及鄰近景色。
- 中央花園：位於法院道入口，設有噴泉廣場及噴泉看台。
- 奧林匹克廣場（前稱花園廣場）：專為舉行活動而設，面積達1,100平方米，約有880個座位。為紀念香港獲邀協辦2008年奧運馬術比賽，於2005年7月11日由國際奧林匹克委員會會長羅格主持改為現名。
- 兒童遊樂場：位於6個不同高度的平台上，佔地250平方米，設有不同的遊戲設備。其中一條長滑梯於2015年3月被移除，觸發逾百名網民聯署要求康樂及文化事務署在原址重置長滑梯。署方解釋表示，於最近例行檢查時發現該條長滑梯有損壞，因而將其移除，而由於供應商再無供應同類型的長滑梯，因此未能夠在原址重置[13]。

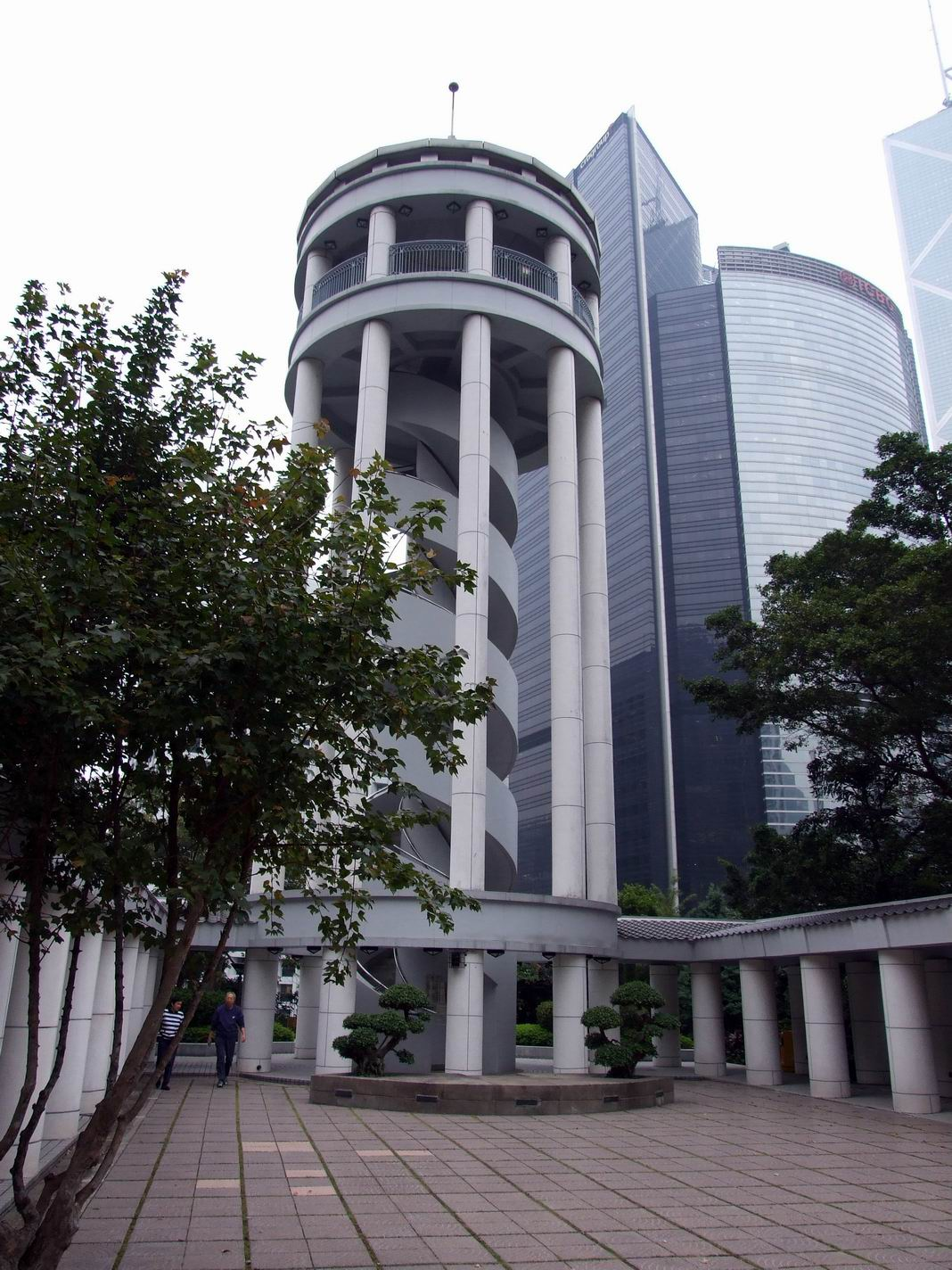
鳥瞰角
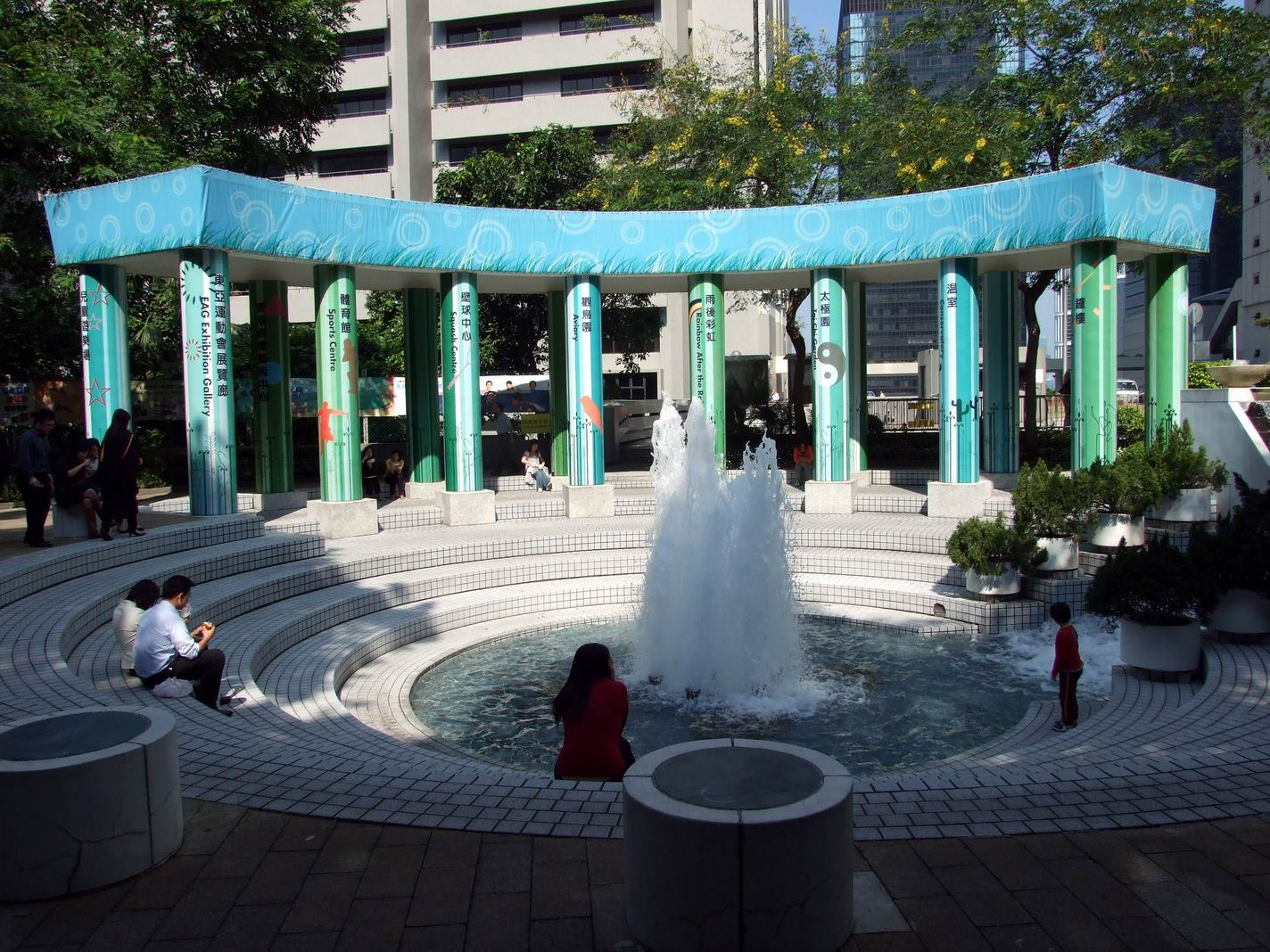
中央花園噴泉廣場
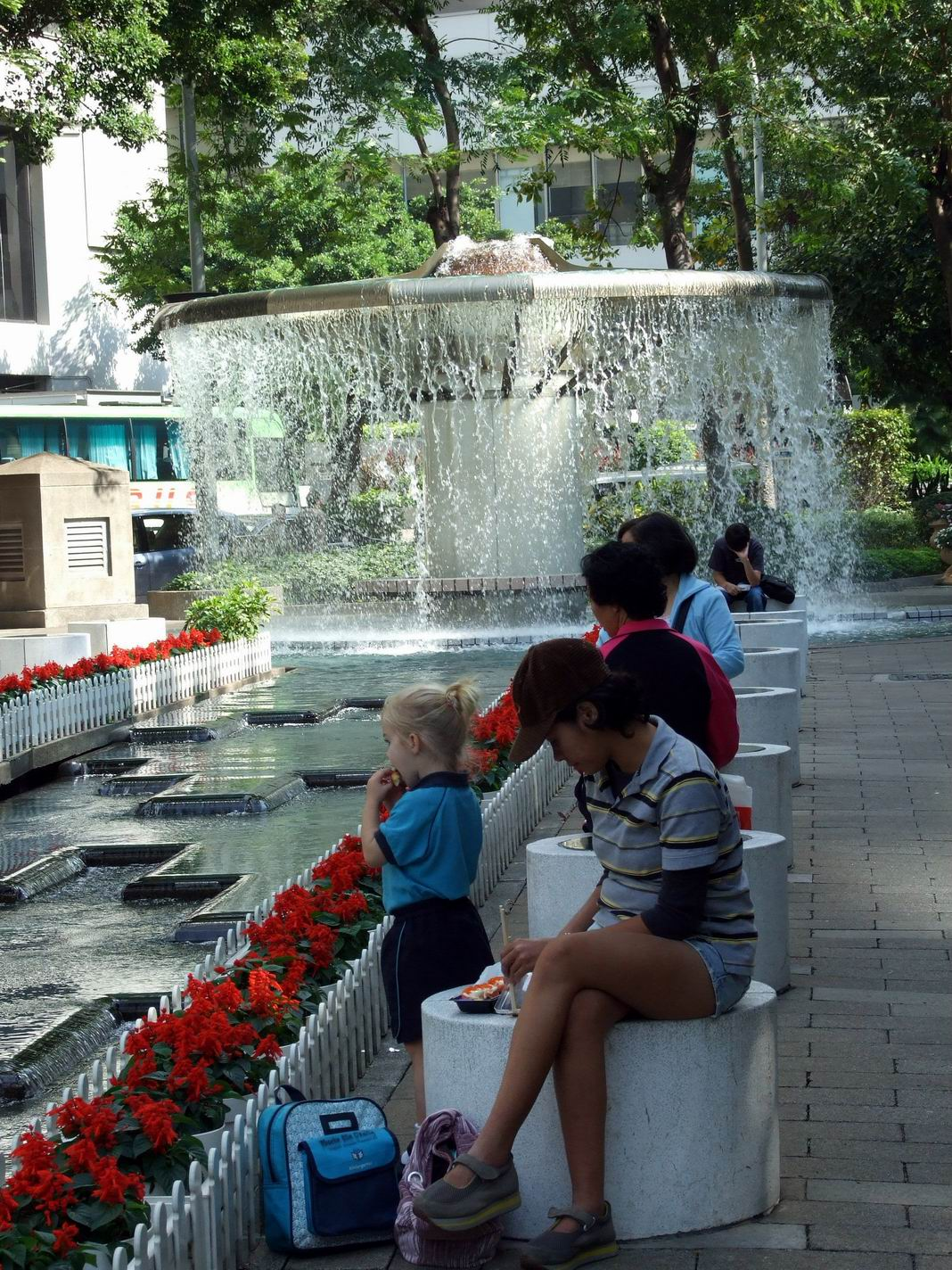
噴泉涼亭
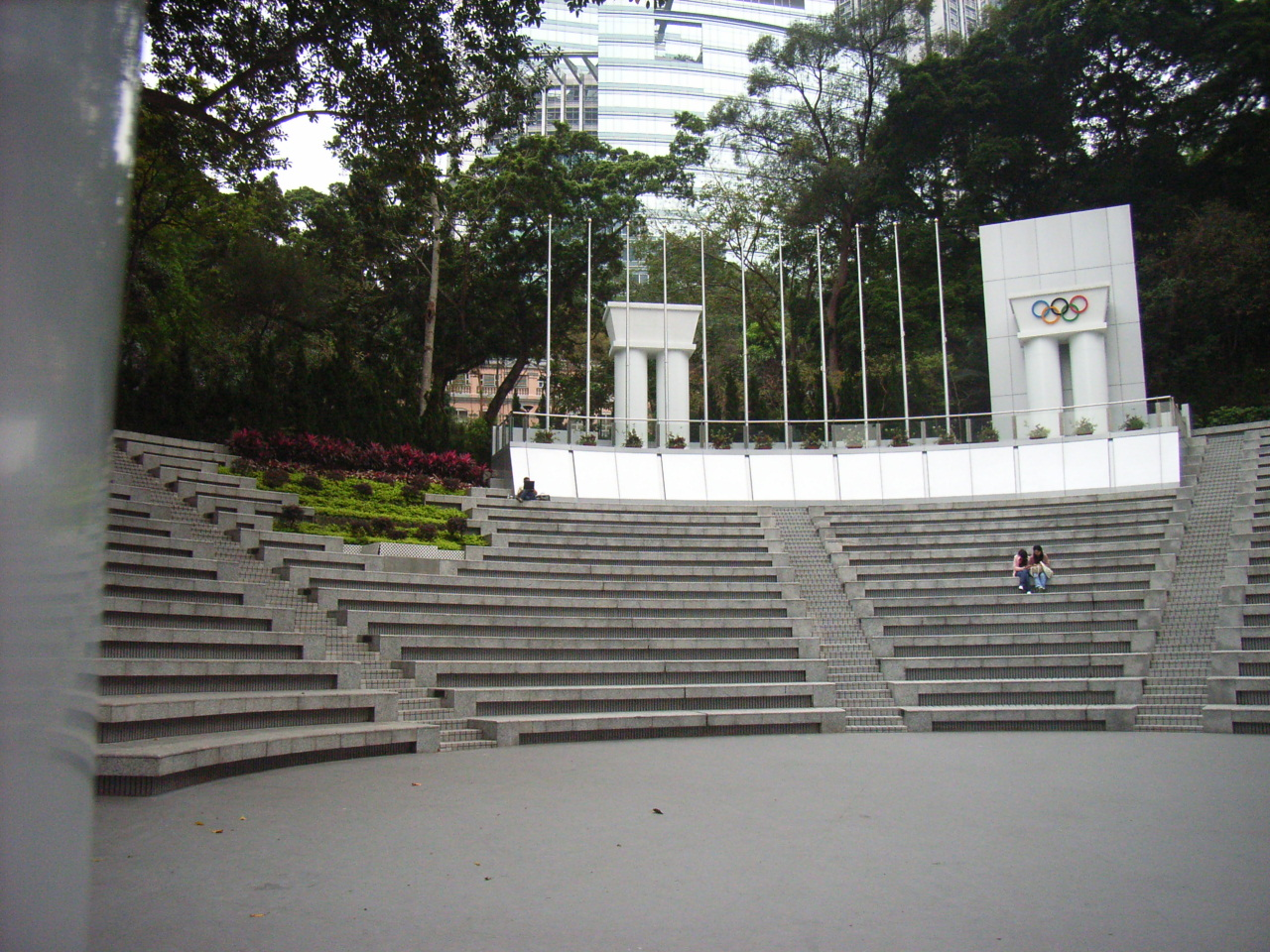
奧林匹克廣場

### 食肆

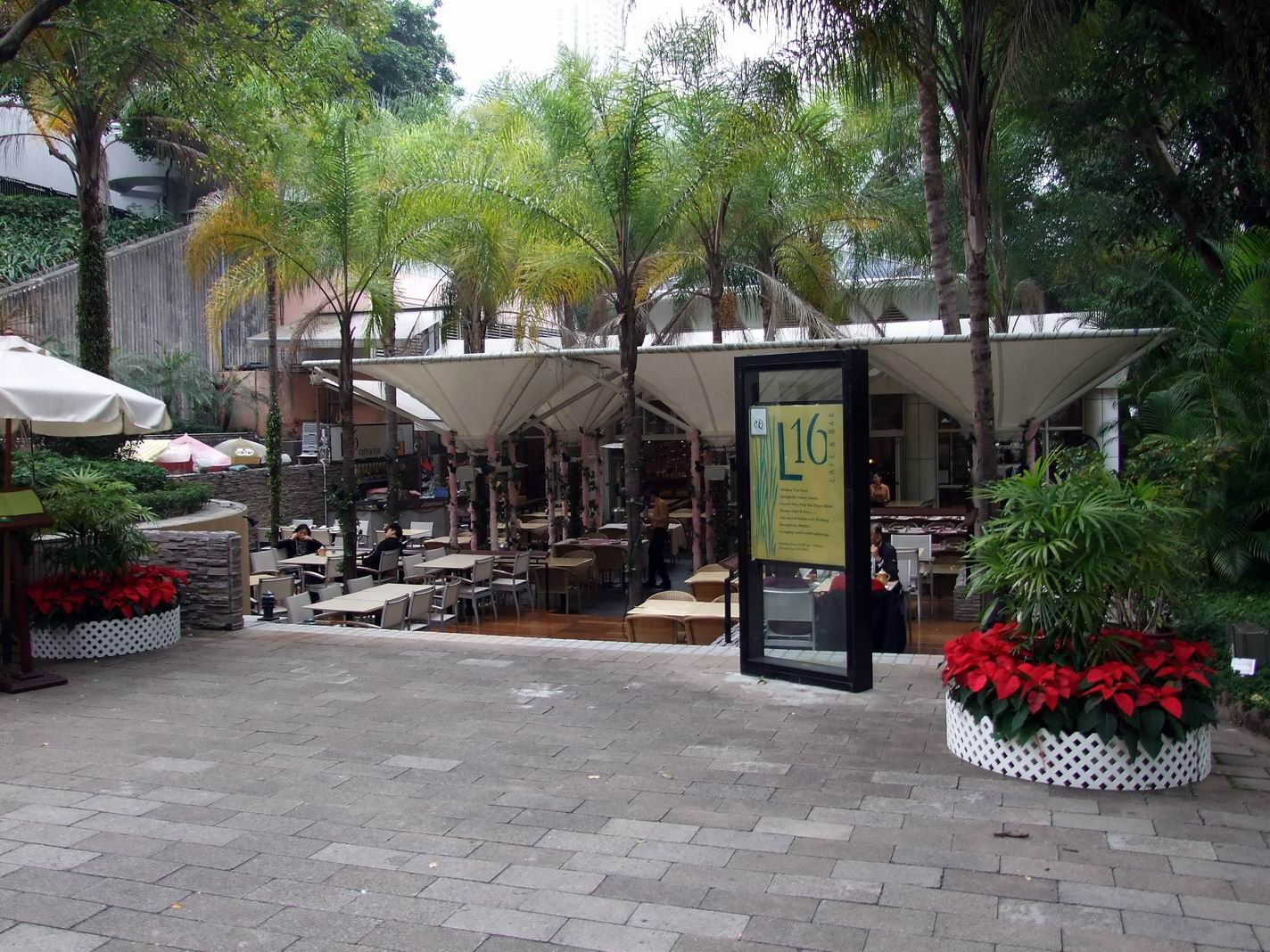
L16 Cafe & Bar

- 人工湖畔設有空氣調節的菜館，現時由「L16 Cafe & Bar」經營。
- 羅桂祥茶藝館地下的「中國茶室」
- 壁球中心內小型食肆
- 2個小食亭

### 雕塑
- 「泉」（深孔紅雲石）：黎志文作品。
- 「景」（花崗石）：朱漢新作品。
- 「維也納飲用水噴泉」（大理石及銅）：漢斯穆爾（Prof. Hans Muhr）作品。為慶祝香港供水150年特設的飲用噴泉。
- 「加拿大准尉紀念銅像」（銅）[14]：紀念香港保衞戰中為保護戰友用身體抵擋手榴彈而犧牲的英雄約翰·奧士本。
- 「抗疫英雄紀念碑」（混合材料）：紀念SARS期間受感染而殉職的前線醫護人員。

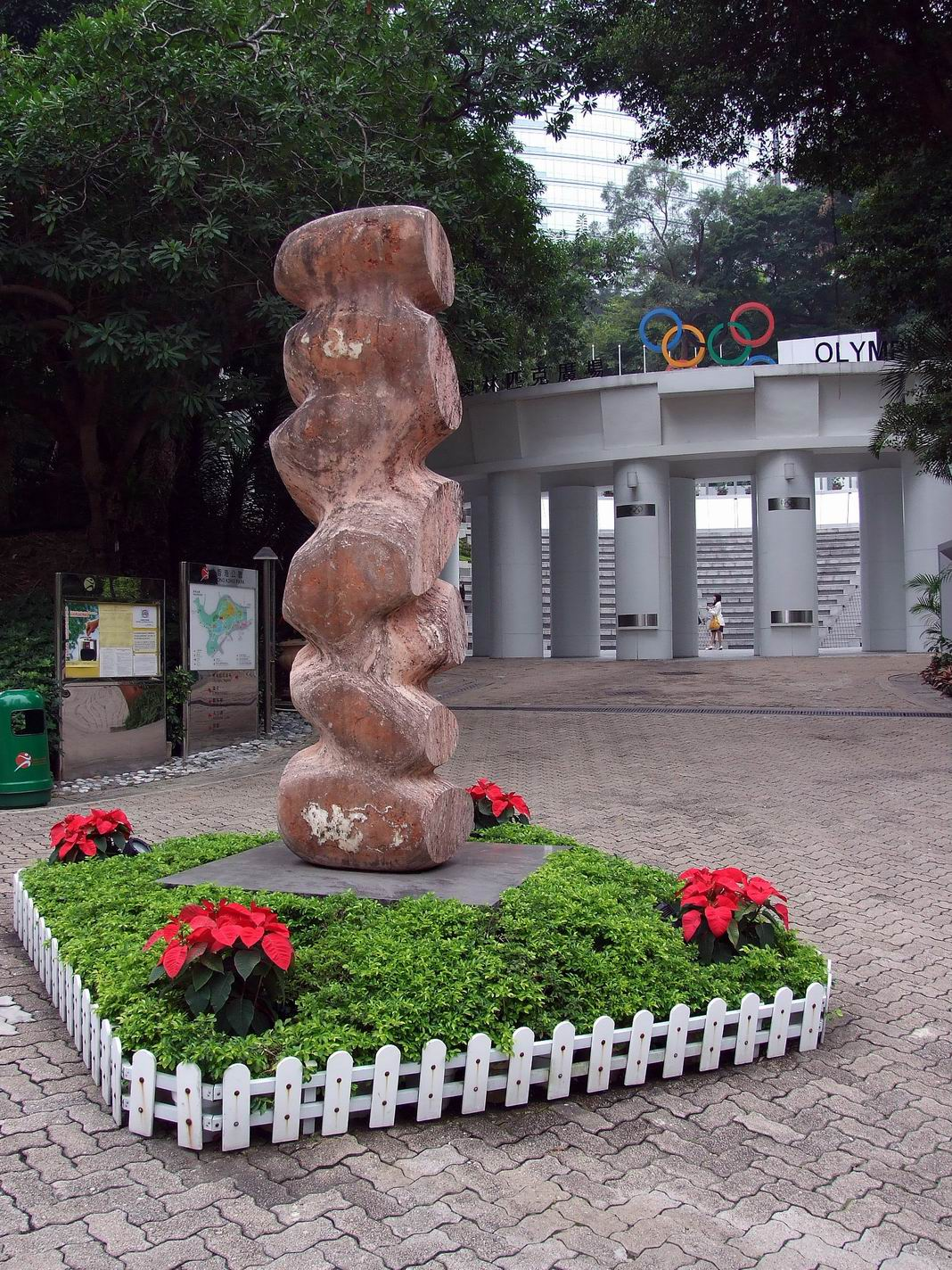
「泉」
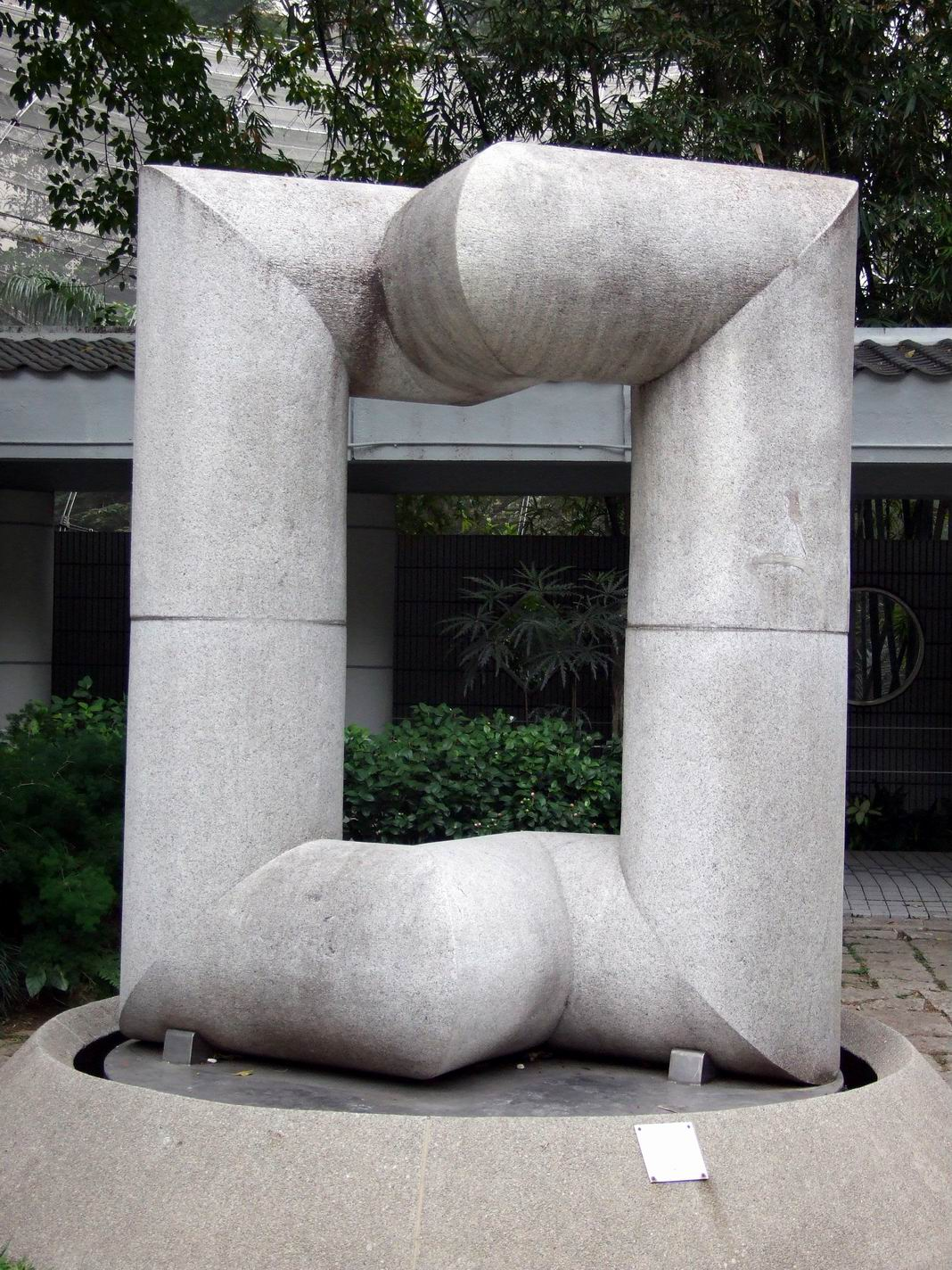
「景」
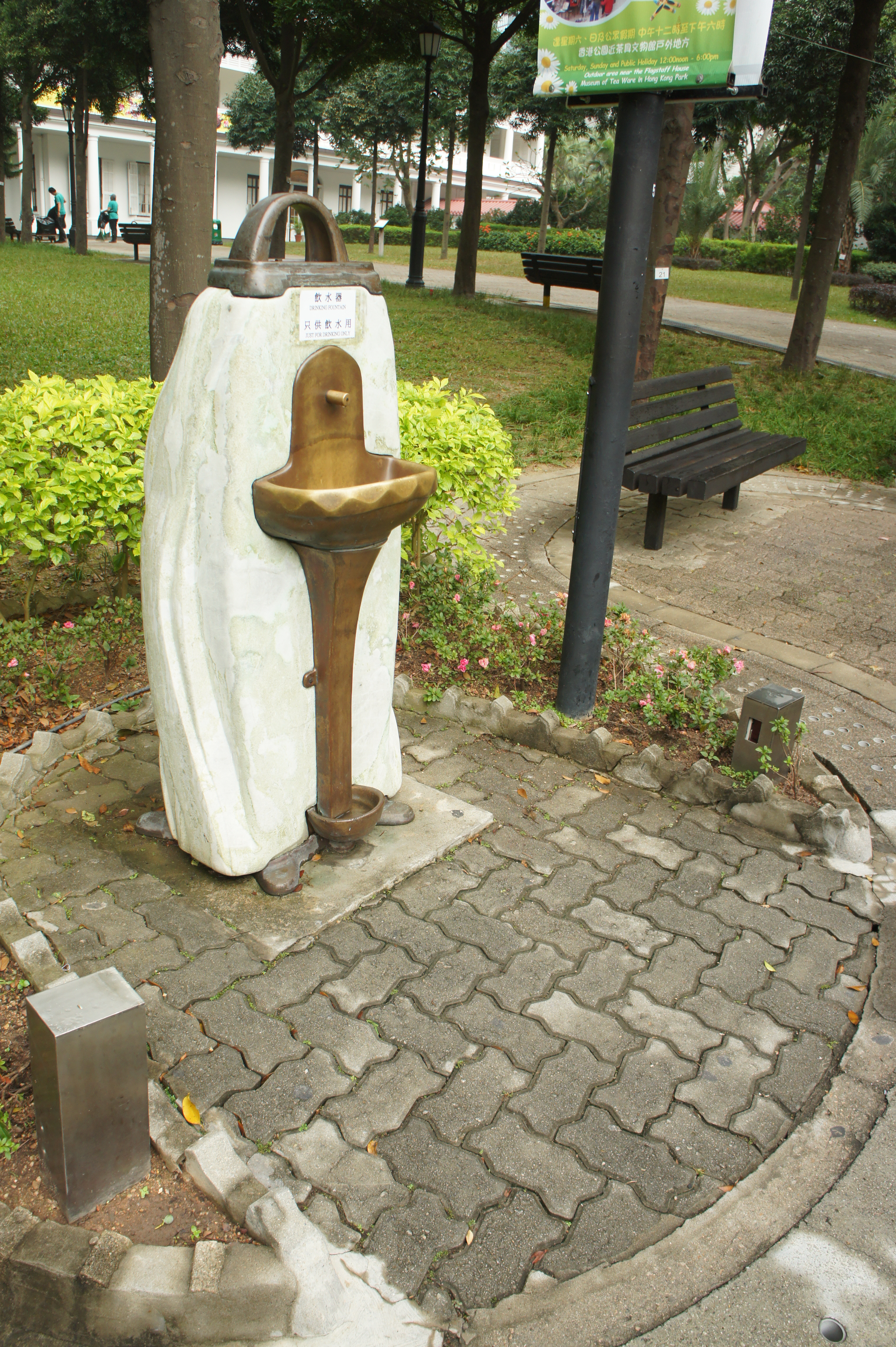
「維也納飲用水噴泉」
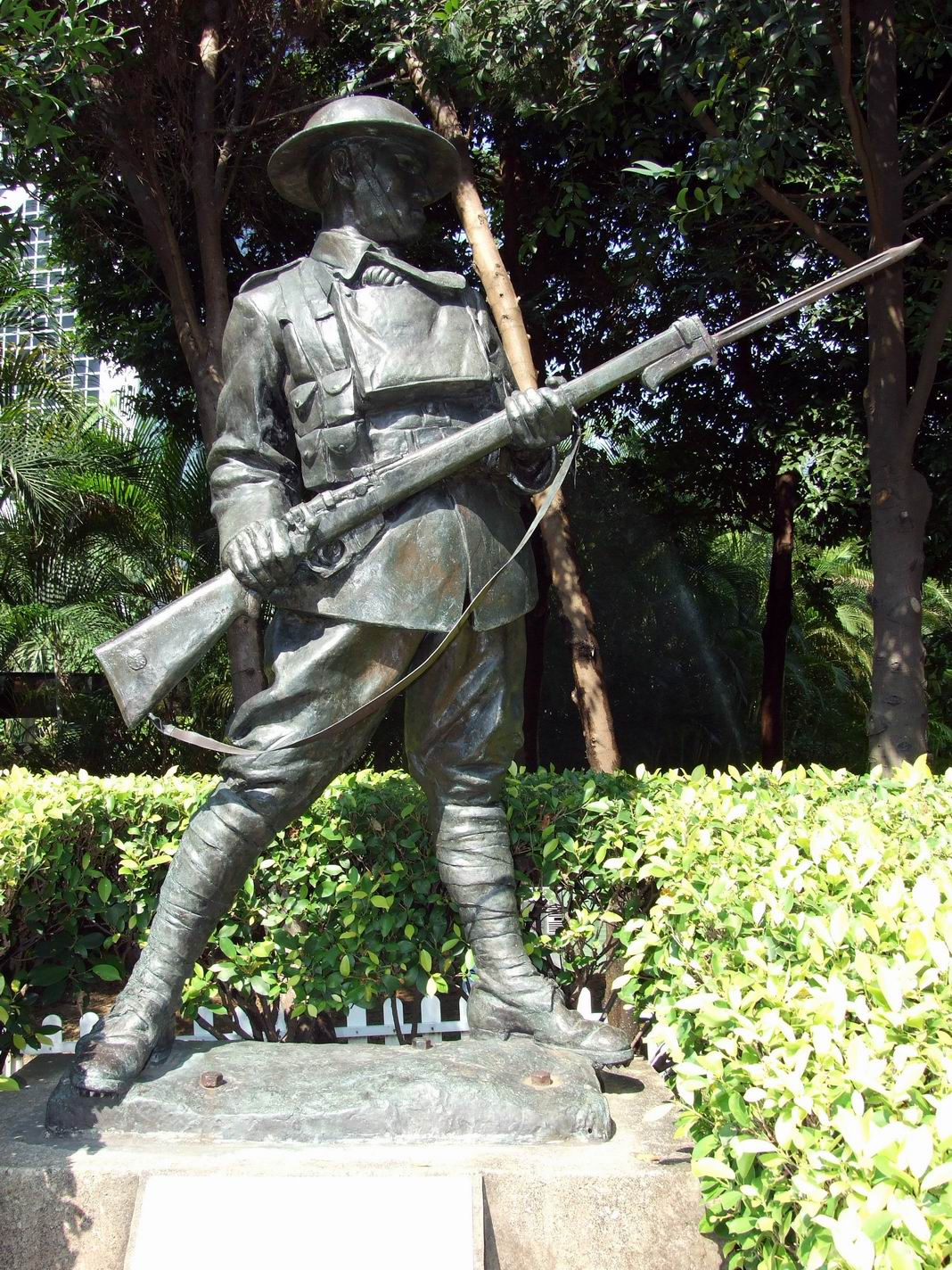
加拿大准尉約翰·奧士本紀念銅像
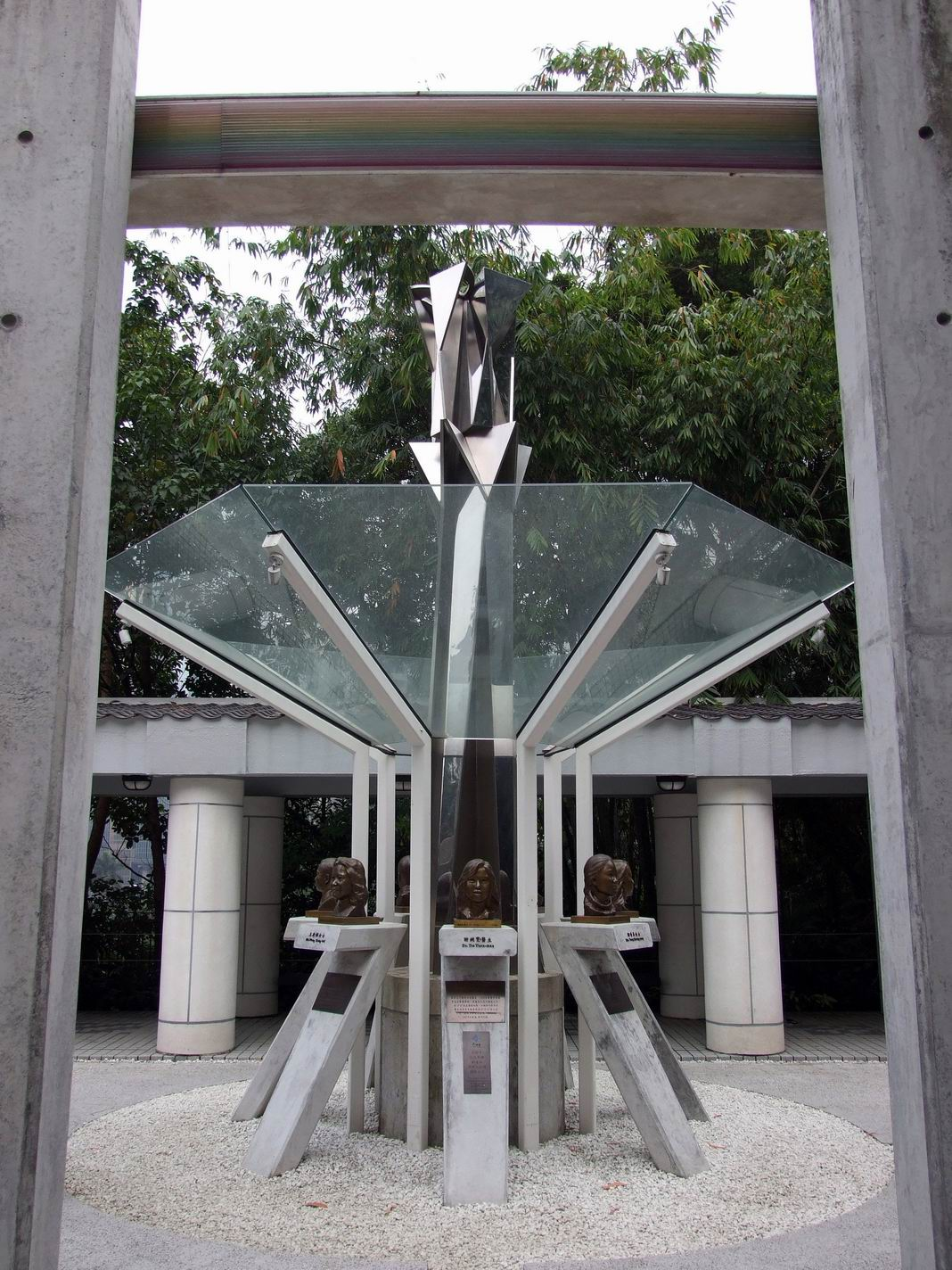
抗疫英雄紀念碑

### 其他
- 鐘樓：鄰近東面正門，高20米，是公園的焦點標誌。
- 茶具文物館禮品店

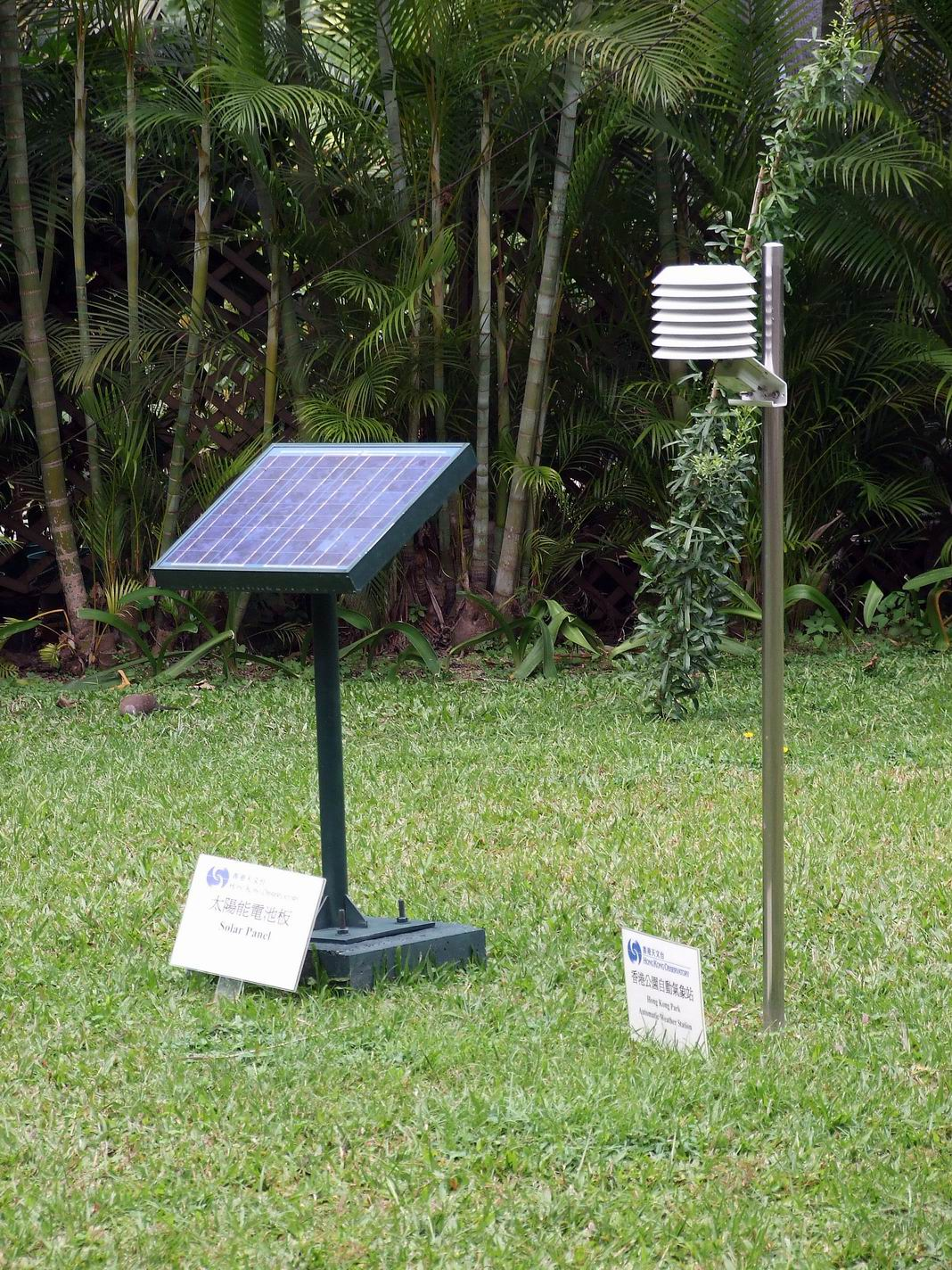
太陽能電池板及自動氣象站
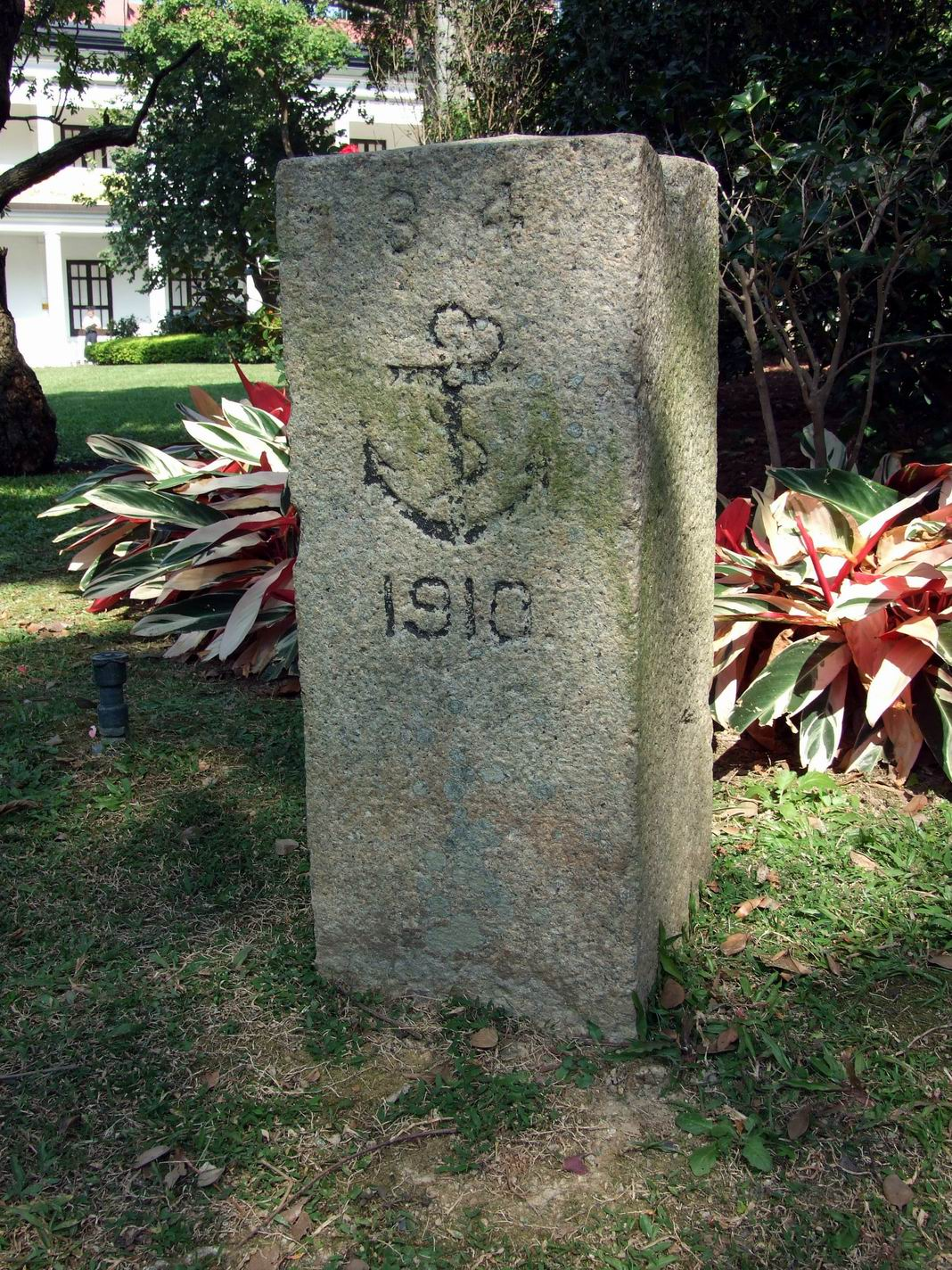
皇家海軍電台界石（Stone of the Royal Navy Telegraph）
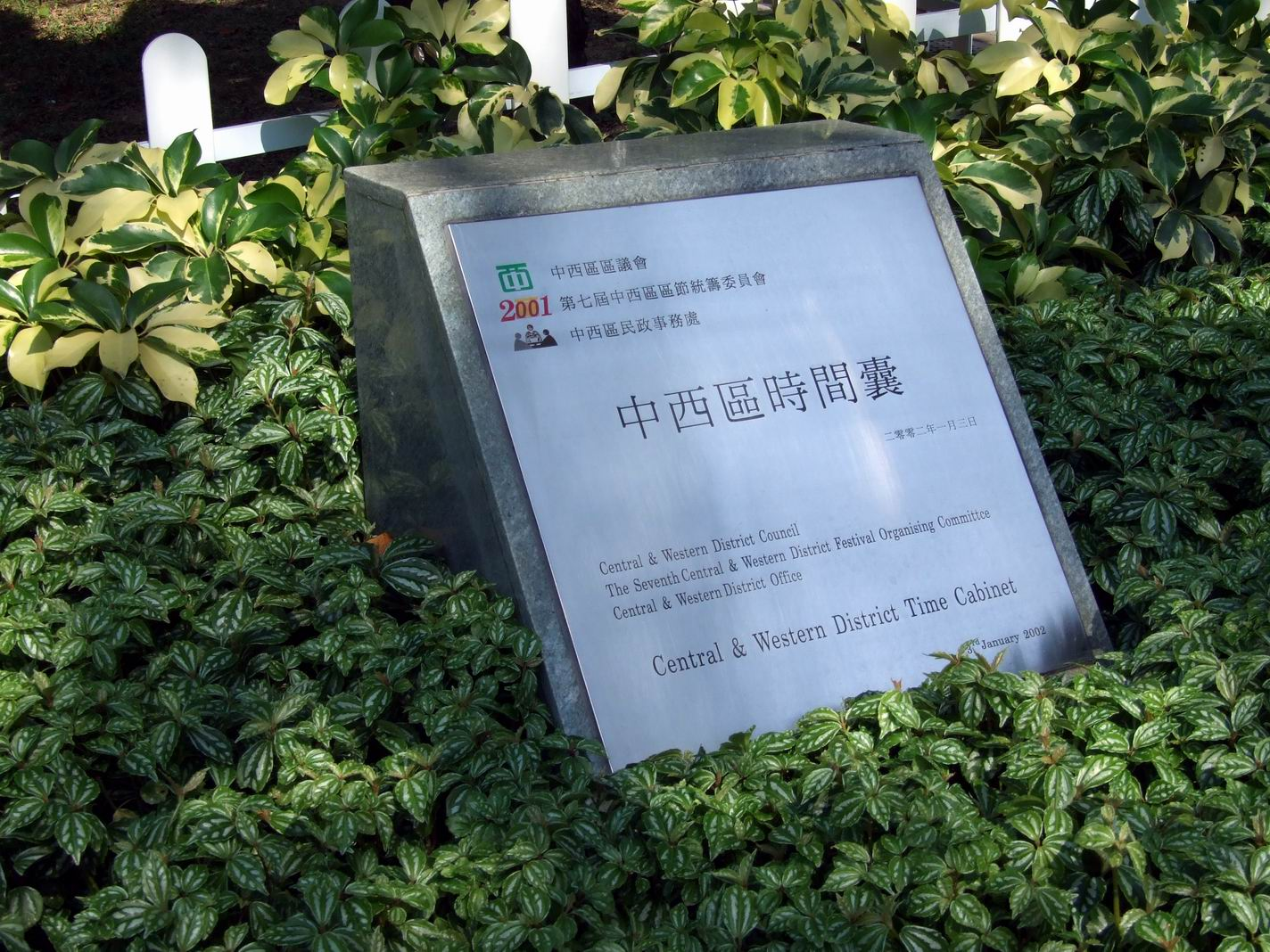
中西區時間囊
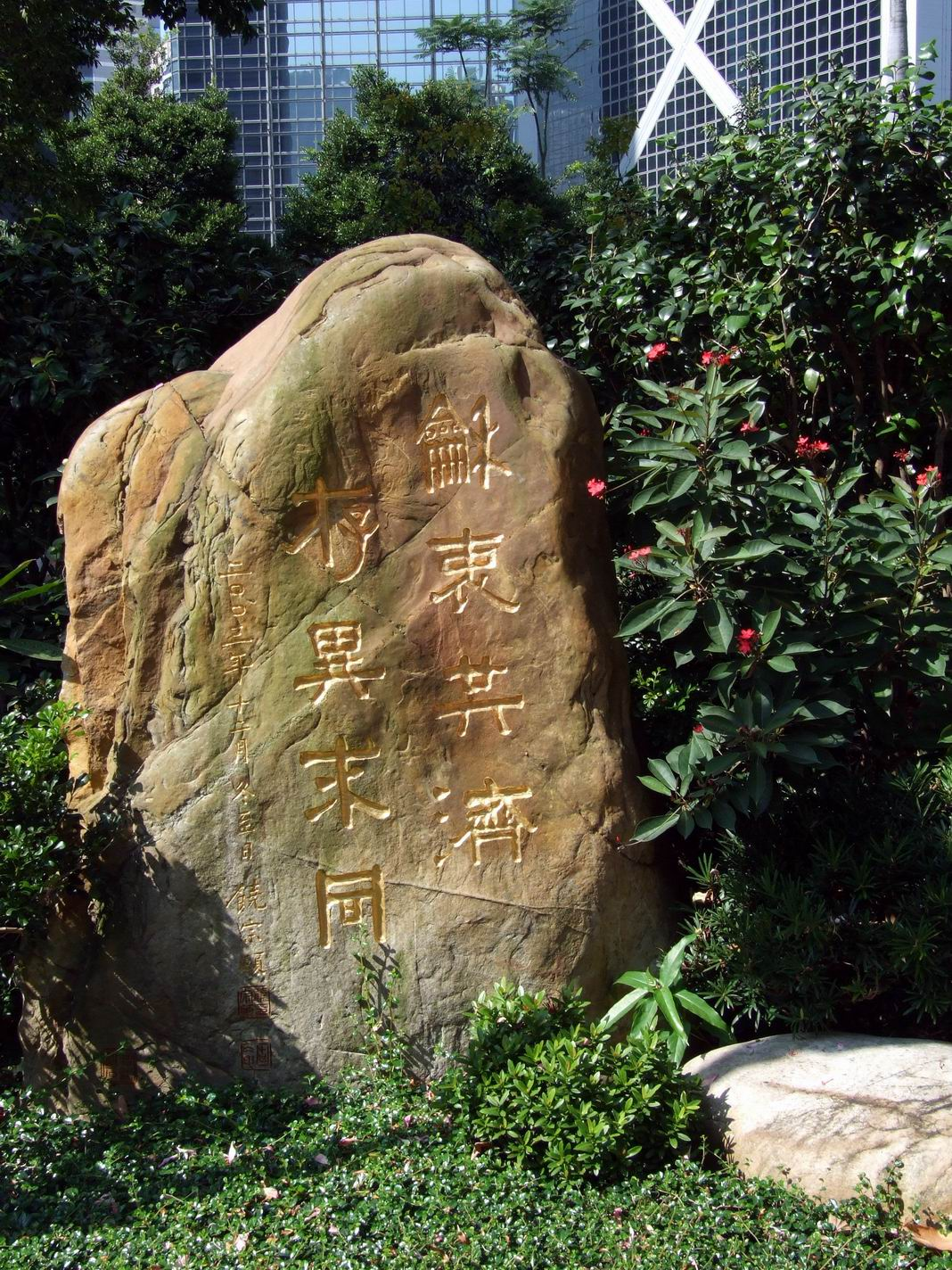
香港六宗教領袖座談會25周年立石及時間囊

- 太陽能電池板及自動氣象站
- 皇家海軍電台界石
- 中西區時間囊
- 香港六宗教領袖座談會廿五周年立石

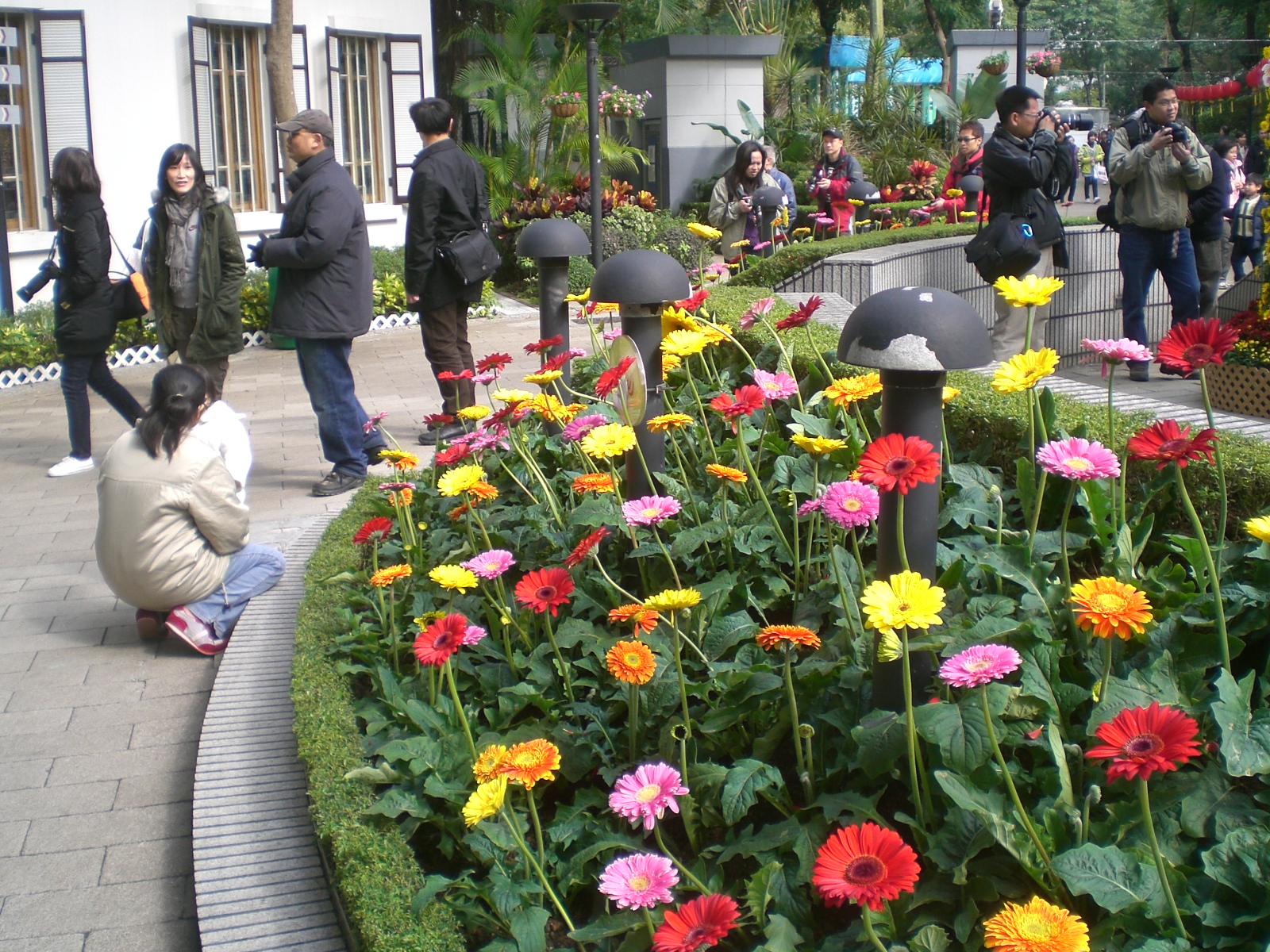
2008年的春天
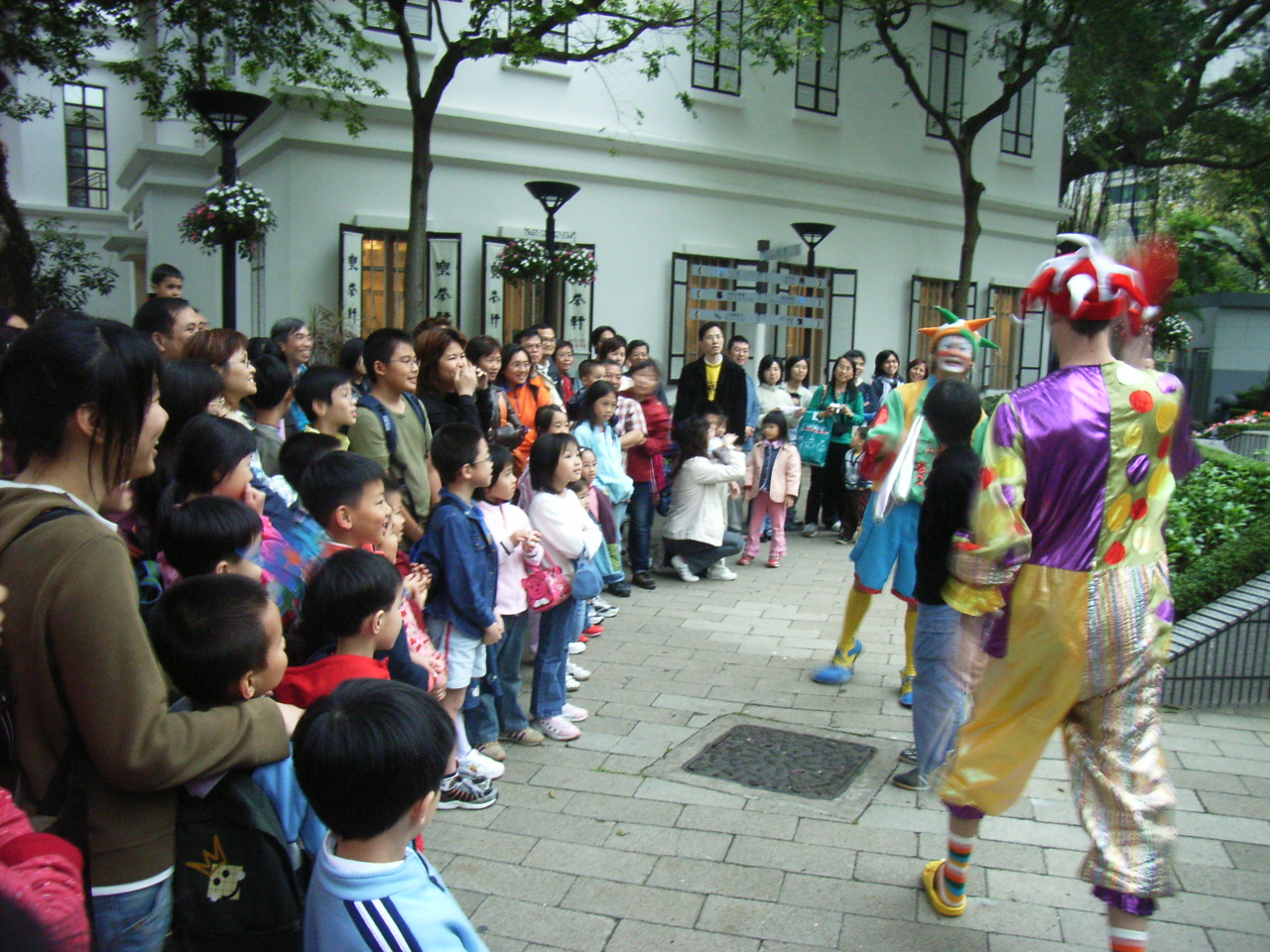
公園內的表演者
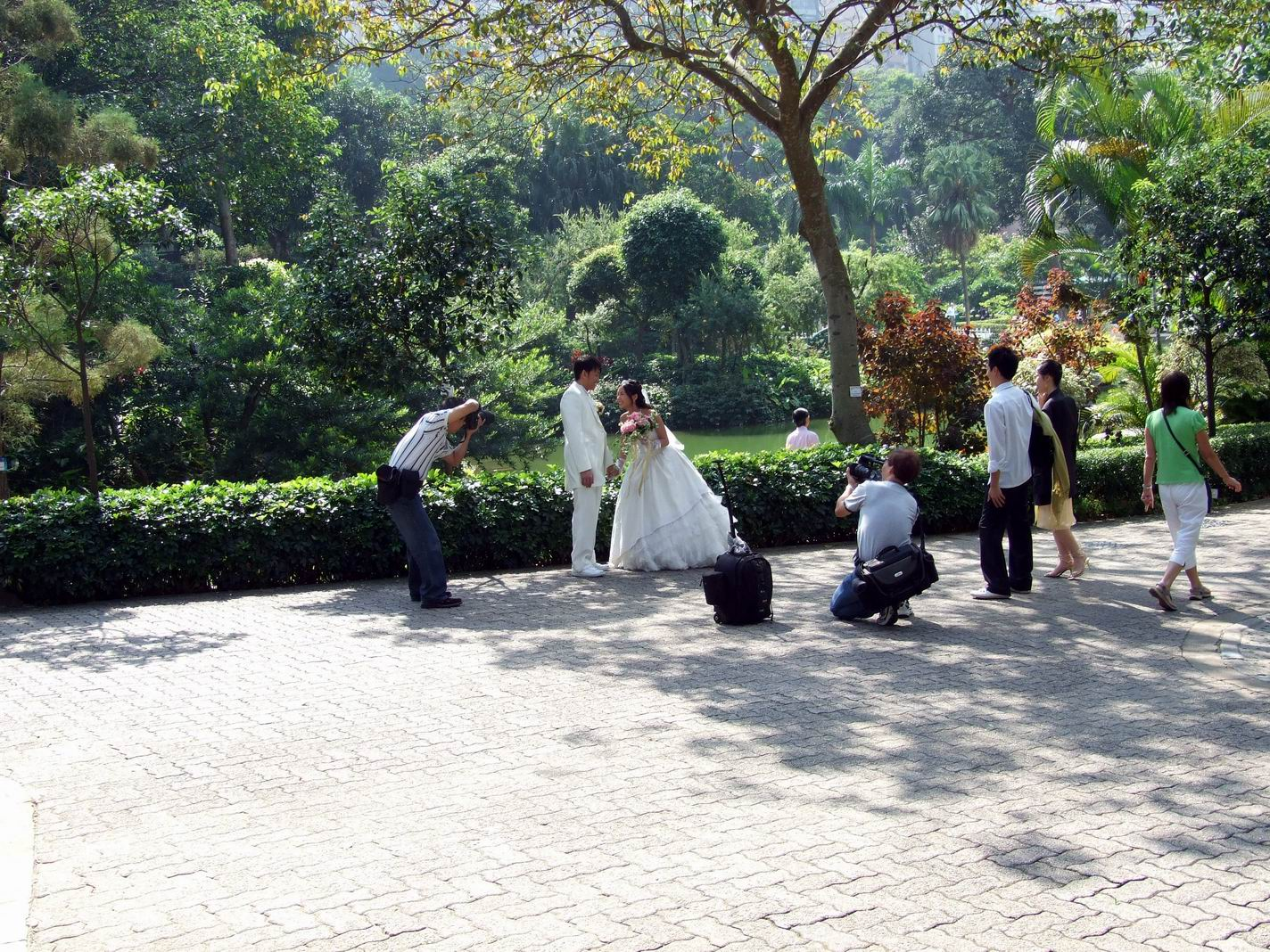
拍攝結婚照片
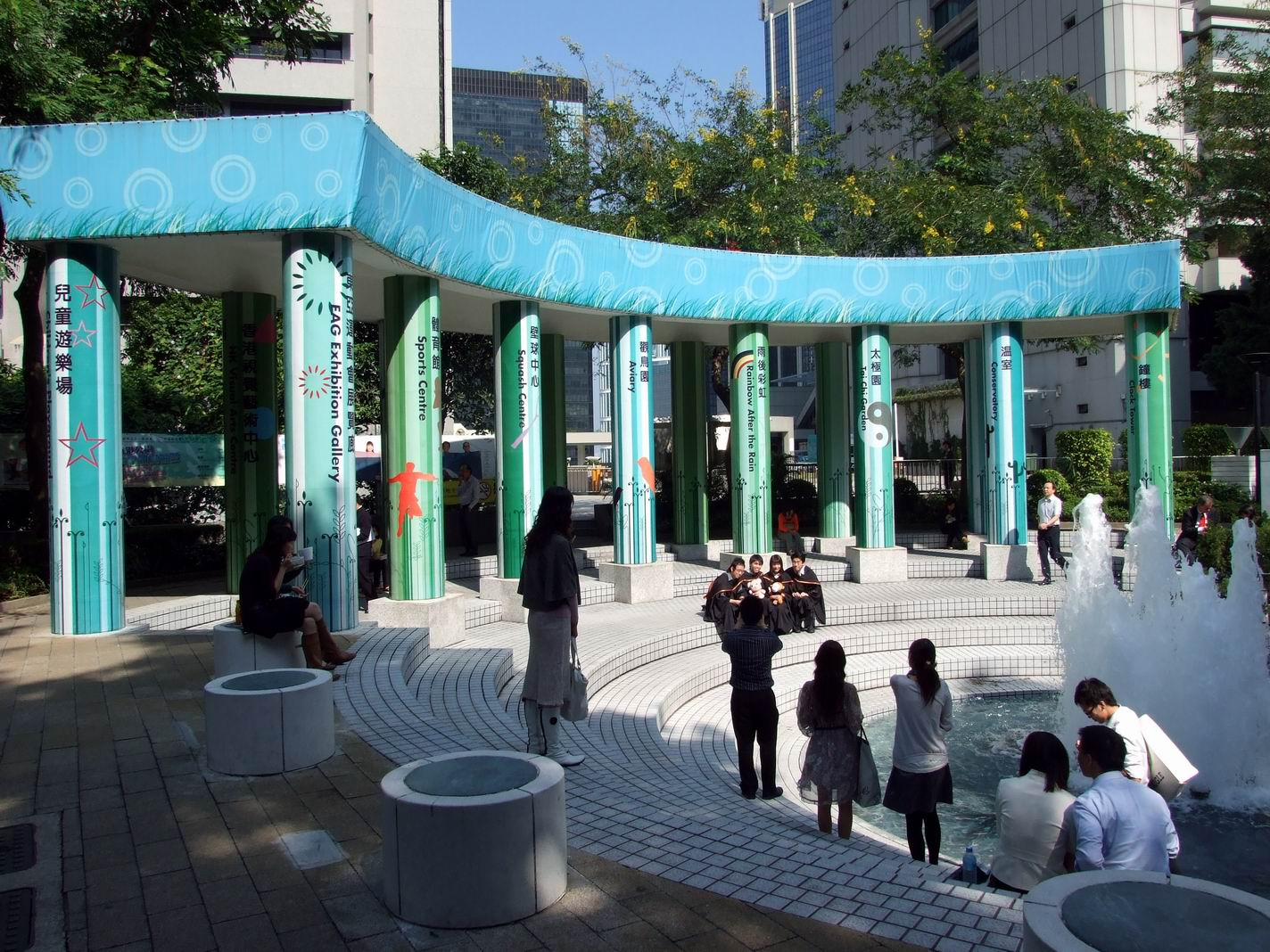
拍攝畢業照片

## 保留長滑梯事件
香港公園遊樂場內有14年歷史的長滑梯，為不少80後至千禧後的童年回憶。唯康文署於2015年1月以「沒有零件而難復修」為理由，按程序拆除。事件引發市民在 Facebook 設「還我香港公園長滑梯」群組，並發起聯署，要求康文署原址重建長滑梯。經一年來極力爭取後，長滑梯重現，於2016年7月27日暫定開放。

## 相關觀光熱點
- 香港視覺藝術中心
- 香港動植物公園
- 香港公園列表

## 外部連結
- 香港公園 （页面存档备份，存于）
- 香港旅游网 - 香港公園
- 香港公園由本地建築師王董建築設計，曾經獲美國建築師學會的城市設計獎 （页面存档备份，存于）